# Caza ligero

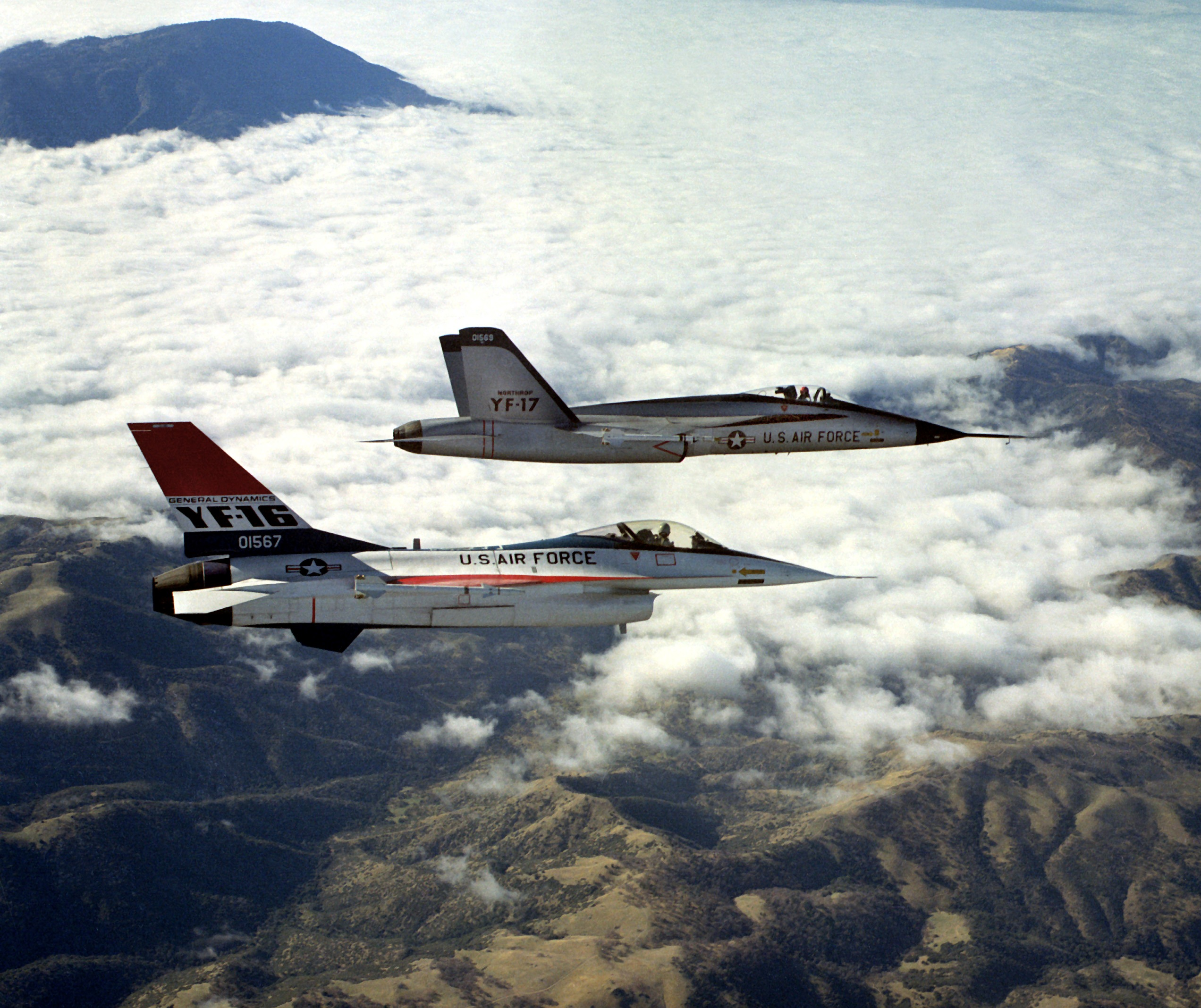
La YF-16 de General Dynamics y Northrop YF-17 compitiendo por imponer su modelo en el programa de Caza Ligero.

Los cazas ligeros (del inglés "Light fighters") son aviones de combate cazas diseñados con un peso complejidad y coste menores que los aviones cazas habituales. El término en inglés "lightweight fighter" (literalmente caza de peso ligero) es más habitual en la literatura moderna, e incide más en su peso bajo y sus especificaciones bajas (rango, velocidad...) pero algunas veces con capacidades que se solapan o incluso superan a los cazas convencionales, y por tanto pueden usarse intercambiándose por éstos. De cualquier forma el término se aplica para rangos prácticos inferiores a la mitad de un caza convencional, pero con unas características competitivas muy seleccionadas y un proyecto altamente efectivo para ejercer la mayor fuerza con el menor coste.
Los cazas ligeros bien diseñados han demostrado ser capaces de enfrentarse e incluso abatir a cazas más pesados en combate uno contra otro en muchas misiones, además de demostrar una mayor eficiencia presupuestaria, lo que les ha convertido en un concepto estratégico muy valioso. Aprovechando la eficiencia de la escala algunos fabricantes han adoptado el término de caza ligero también para referirse a los aviones de ataque a tierra, algunos de los cuales son entrenadores modificados.

## Introducción
Un objetivo de diseño clave en cazas ligeros es satisfacer la efectividad de la lucha aire-aire estándar. Estos criterios, por orden de importancia serían: 
- la capacidad de beneficiar del elemento de sorpresa, para
- tener superioridad numérica en el aire
- tener maniobrabilidad superior, y para
- poseer efectividad de sistemas de arma adecuada.

Los cazas ligeros consigue la ventaja de la sorpresa sobre las aeronaves más grande debido a las firmas visuales y de radar más reducidas. La capacidad de sorpresa en el combate aire-aire puede ser determinante. Su coste más bajo y su fiabilidad más alta que cazas convencionales lo convierten en una solución económica y rentable. A pesar de que un caza ligero de un solo motor suele llevar la mitad de armamento que uno convencional, el ligero tiene una ventaja posicional y de maniobrabilidad contra los más pesados, por lo que desplegaría mejor las armas en el escenario de batalla.
La necesidad de aviones a bajo coste reduciendo su tamaño apareció en el período entre la Primera y la Segunda Guerra Mundial. La RAF diseñó y mandó a construir varios modelos y la fuerza aérea francesa creó el "Jockey" justo antes de la Segunda Guerra Mundial. Ninguno de estos aparatos disfrutaron de mucho éxito durante la Segunda Guerra Mundial, ya que su rendimiento con respecto a otros aviones fue mucho menor. Durante el conflicto se usó el término "caza pequeño" (del inglés small fighter) para describir un avión de motor único con un rendimiento, rango y armamento competitivos, pero sin asumir coste o peso innecesario.
Después de la Segunda Guerra Mundial los diseños tuvieron que afrontar la era de los motores a reacción, y muchos cazas a reacción siguieron el modelo exitoso de la Segunda Guerra Mundial de construir un aparato con un único motor en vez de dos, lo que de entrada ya reducía el peso a la mitad del aparato. Ejemplos muy conocidos serían el Folland Gnat británico, el F-86 Sabre estadounidense, el Mikoyan Mig-15 y el MiG-21 soviéticos, el modelo CASA C-101 Aviojet español, el Mirage III francés o el Saab Draken sueco. La mayoría de los cazas ligeros modernos tienen una capacidad competitiva aire-aire (aviones supersónicos con post-quemadores y misiles modernos), incluyendo el F-16 Falcon, el JAS 39 Gripen sueco, el HAL Tejas indio, el FA-50 coreano y los modelos Chengdu J-10 y JF-17 chinos. La búsqueda de la eficiencia presupuestaria en los cazas modernos ha hecho que la fuerza aérea estadounidense adopte escuadrones híbridos con cazas ligeros y pesados como el F-15 (pesado y caro) y el F-16 (ligero pero con un rendimiento muy bueno y compatible). La inversión para mantener competitivos a los cazas ligeros modernos ronda entre los 90 a 130 millones de dólares (de 2013) durante los 20 años de vida útil del avión, lo cual es aproximadamente la mitad de coste que requeriría un caza pesado, por lo que el estudio del diseño de un avión caza ligero, su efectividad en el combate, el beneficio futuro tanto en la industria propia del país como las ganancias en las exportaciones son decisiones de gran importancia a nivel estratégico.

## Características de un caza ligero

### La efectividad frente a un caza convencional
La visión moderna de un caza ligero es que su diseño intenta satisfacer como principal criterio la efectividad del combate aire-aire, lo cual radica en orden de importancia en las siguientes características:

1. Consiguiendo la superioridad en el factor sorpresa, para conocer la posición del enemigo antes de que él sea consciente de la tuya. En los combates en el pasado, la ventaja de la sorpresa ha estado basada principalmente en trazas de radar o visuales reducidas, y teniendo una buena visibilidad desde el cockpit. La sorpresa es una ventaja significante, ya que históricamente aproximadamente el 80% de los objetivos alcanzados aire-aire no fueron conscientes del atacante hasta que fue demasiado tarde. .
Cazas pequeños como el F-5 con un área de planeo de 28 m² o el F-16 con 37 metros cuadrados, comparados con los aproximadamente 98 metros cuadrados para el F-15, tiene un perfil visual mucho más reducido. Un caza ligero es invisible a la vista para pilotos enemigos a partir de los 6 kilómetros mientras que un F-15 sería visible hasta los 11 km. Esta ventaja es no lineal, por lo que a diferentes altitudes puede verse aumentada. Además los objetivos más pequeños requieren mayor aproximación para fijarlos, incluso si ya son visibles. Estos dos factores juntos hacen que el piloto de un caza ligero tenga más posibilidades de localizar a un caza pesado antes de que éste sea consciente y además de lanzar el primer disparo decisivo. En el momento que un caza más pequeño pone rumbo a su objetivo su área frontal se reduce al máximo, hasta quedar visible a los 3 o 4 km.
Con una tecnología similar dada, los cazas más pequeños tienen un alcance de radar de dos tercios respecto a un caza pesado. Sin embargo, eso no puede contarse como una ventaja para el caza convencional, puesto que su sección transversal puede llegar a los 10 metros cuadrados y son detectables por el mismo radar a aproximadamente un 50% más de distancia que un caza ligero con una sección transversal entre los 2 a 3 metros cuadrados. Esto compensa y muchas veces puede jugar a favor de los cazas ligeros. Por ejemplo el frente del F-15 supone 20 metros cuadrados de sección de radar, y ha sido generalmente derrotado en combates de entrenamiento por F-16 no solo en el combate cercano (dogfight) sino también las pruebas de combate en rangos más allá de la visual. También la efectividad del radar aéreo es muy limitada. Solo cubren el frente, y siguen estando lejos de detectar perfectamente aviones enemigos. Aunque el radar estaba plenamente incorporado en los cazas estadounidenses durante la guerra de Vietnam, solo el 18% de los cazas norvietnamitas fueron detectados primero por radar, y sólo el 3% por el radar propio del avión. El otro 82% fue detectado visualmente.
La tendencia moderna de diseñar y construir cazas furtivos es un intento de maximizar la sorpresa en una era en la que los misiles dirigidos más allá del rango visual son más efectivos de lo que lo fueron en el pasado.
2. Para tener superioridad numérica en el aire, lo cual implica la necesidad de bajar los costes unitarios, de mantenimiento asegurando la confianza en las unidades. Sin tener en cuenta que en algunos casos los cazas ligeros pueden tener habilidades superiores a los cazas pesados (por su sorpresa y maniobrabilidad), los números tienden a favorecer a los cazas ligeros. Es un principio básico de las leyes de Lanchester o del modelo de combate salvo, donde un mayor número de unidades menos sotisficadas tiene a ser más exitoso que un reducido número más sotisficado. El daño realizado está basado en el cuadrado del número de unidades en ataque, mientras que la calidad de esas unidades tiene un efecto lineal en el resultado. Esta relación no lineal favorece los cazas ligeros frente a los pesados.
Además la capacidad de un piloto es en realidad la consideración más importante para maximizar el sistema piloto-avión. La compra más barata y la reducción del coste operativa permite más entrenamiento, que en consecuencia consigue pilotos más efectivos. Por ejemplo en 2013 el coste operativo de un F-15C fue de 41.900 dólares por hora, mientras que el de un F-16C fue de 22.500 dólares por hora.
3. Para tener maniobrabilidad superior, lo cual supone tener mejor posición para disparar y alcanzar a los blancos. Esto viene en función de conseguir una carga del ala más baja, mayor relación empuje/peso y una aerodinámica superior. Esto es a veces es descrito coloquialmente como “envolviendo con la cubierta más pequeña posible el motor disponible más potente.” Los análisis profesionales realizados en cazas de cuarta generación muestran que entre los cazas pesados solo el F-15 puede ser competitivo con cazas más ligeros, y esta capacidad puede ser ampliamente excedida por varios cazas más ligeros como el F-16. Los cazas ligeros no tienen esa ventaja aerodinámica inherente por velocidad o rango, pero cuando son diseñados los más simples posible tienden a desarrollar baja carga en el ala y un mayor empuje por peso. Además, los cazas más pequeños tienen una inercia menor, permitiendo una respuesta transitoria más rápida en maniobrabilidad.
4. La efectividad de sistemas de armamento. En esta área es donde un caza ligero puede tener una desventaja, ya que la carga que puede llevar un caza de un solo motor ronda la mitad de la que puede llevar uno bimotor. Aun así algunos cazas con un solo motor como el F-16 o el Saab JAS 39 portan los mismos cañones y misiles aire-aire que un caza convencional. Además los combates en el aire en la actualidad tienden a ser de corta duración, aproximadamente dos minutos, y solo una pequeña parte de ese tiempo se dedican a disparar, por lo que portar armas más modestas puede ser en general efectivo. Se considera que el cargamento ideal de un caza moderno es la ametralladora interna más dos a cuatro misiles guiados, una carga que pueden llevar perfectamente los cazas ligeros siendo capaces de mantener su maniobrabilidad. Por ejemplo, el JAS 39 Gripen, a pesar de ser el caza más ligero producido en la actualidad, lleva una carga de combate de un cañón de 27 mm y hasta seis misiles aire-aire de los mismos tipos que llevan los cazas pesados. Además la experiencia en combate muestra que la efectividad de sistemas "de las armas" no depende de la cantidad de armamento o la capacidad de sacarlo, sino por la capacidad de situarse en la correcta posición donde lanzarlo.

### Resumen de concepto
La tecnología superior ha sido generalmente mencionada como un factor superior para los cazas más pesados. El argumento específico que se presenta usualmente es que los cazas más pesados con rango superior  tienen un radar de mayor alcance y sus misiles llegan a mayores distancias. Esta ventaja que supone el radar es una de las principales razones por las que hoy existen los modernos cazas pesados, pero no ha supuesto una ventaja significativa en combate aéreo por varias razones. La principal razón ha sido que los misiles de largo alcance no se han podido disparar, o cuando se ha hecho no se ha alcanzado el blanco. El peso de estos misiles además reduce el rendimiento y el alcance necesarios para abrir fuego. Debido a estos factores, entre 1958 y 1982 en cinco guerras se han lanzado 2014 misiles el combates aire-aire, pero de estos solo 4 misiles más allá del rango visual han alcanzado el blanco.
El argumento más general y más malentendido es que más tecnología ha sido siempre un punto a favor para los cazas pesados, no solo por un mejor radar, sino por mejores sistemas de apoyo al piloto de otras formas. Ejemplos de esto se traducen en navegación en cualquier condición meteorológica, contramedidas electrónicas, conexiones a datos de la red de observación general, y tareas automatizadas que mantienen al piloto concentrado en las tareas esenciales del combate. Esto siempre ha sido un argumento en contra de los cazas ligeros, dejando como el factor más importante de la efectividad de los cazas más pequeños la habilidad del piloto. Citando una prominente referencia, "a través de la historia del combate aéreo, unos pocos pilotos excelentes, probablemente menos del 5% del total, obtuvieron un gran porcentaje de victorias, a expensas de sus menos privilegiados compañeros. El balance numérico solo se consigue a través de un gran número de victorias. El camino para conventir un piloto en un asEsto era un argumento de obligar , cuando el factor más .”
Si bien existía una ventaja tecnológica para los cazas pesados en lo que se refiere a apoyo al piloto, esta ventaja ha ido reduciéndose paulatinamente desde los años 1970 (cuando entraron en servicio los F-14 y F-15). La mejora continua de los motores ha mejorado la capacidad de carga, y la electrónica más compacta ha hecho que a partir de 1980 los cazas ligeros tengan un nivel tecnológico similar a los pesados. El caza ligero porta el mismo número de armas efectivas, incluyendo misiles BVR , y tiene un rango de combate y persistencia similar. Los cazas ligeros actuales consiguen cargar con ese avance tecnológico y mantienen las ventajas clásicas de mayor capacidad de sorpresa, reducción de coste y maniobrabilidad. Por esto, las ventajas de los cazas ligeros se han mantenido a lo largo del tiempo a pesar del salto generacional y los avances tecnológicos.
Debido a sus costes más bajos, las fuerzas aéreas de muchos países menores suelen tenerlos en el servicio. Sin embargo, a pesar de su limitado presupuesto, la selección óptima de un caza por su peso, complejidad y rendimiento puede ser un asunto de importancia estratégica incluso para países desarrollados (y generalmente en paz). Para ilustrar esto, existen numerosas demostraciones y comparaciones entre el caza ligero F-16 y el excelente pero caro F-15. Mientras que mantener a un caza como el F-16 supone la mitad del coste de un F-15. La Fuerza Aérea informó que el coste por hora de vuelo del caza F-15 suponía unos 22.500 dólares (en 2013). Además los expertos consideran que se requieren entre 200 a 400 horas de vuelo para que un piloto mantenga la destreza en el pilotaje.

## Historia

### Antes de 1939

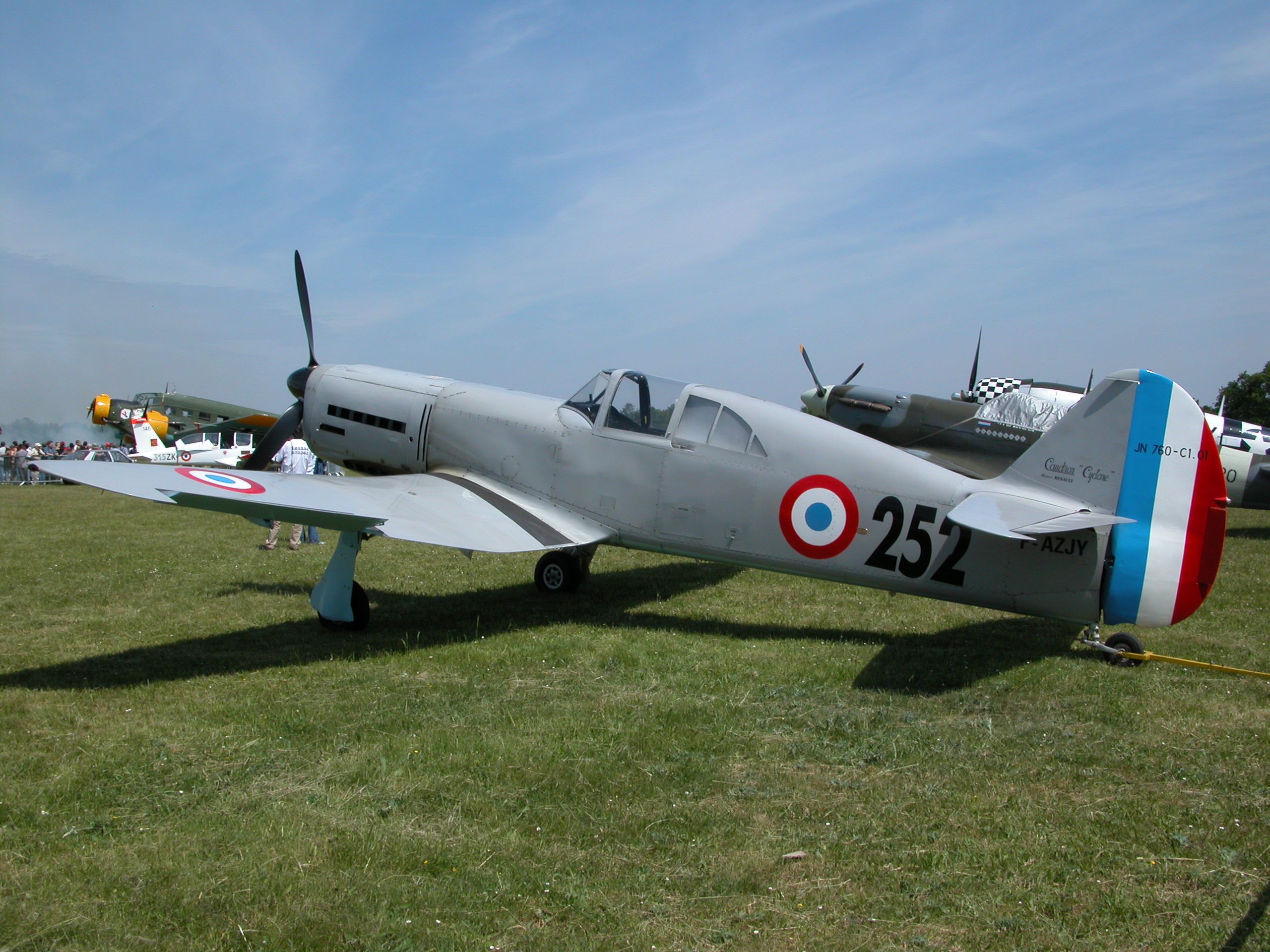
Caudron C.714

El caza ligero original tuvo su primer desarrollo cuando empezó a aparecer la preocupación de reducir el tamaño y coste de los aviones en los años 1920. Uno de los primeros cazas ligeros se desarrolló dentro del proyecto Jockey de la Fuerza Aérea Francesa implementado en 1925. Varios aviones, incluyendo el Nieuport-Delage NiD 48 y el Amiot 110, fueron probados sin mucho éxito y ofrecían bastante poco en comparación con los modelos que ya existían en producción
A finales de los años 1920 los británicos iniciaron un programa para comprar un interceptor de rango corto y con gran aceleración que volará en condiciones diurnas. El de Havilland DH.77 y el Vickers Jockey estuvieron entre los siete diseños que intentaban cumplir las especificaciones del programa, pero ninguno llegó a producción, prefiriéndose finalmente el Hawker Fury.
A pesar del fracaso del programa de los Jockey, la idea de los cazas ligeros perduraba en los mandos de la fuerza aérea francesa, que buscaban ampliar la flota rápidamente para contrarrestar a la poderosa fuerza aérea alemana. Esto llevó a la construcción de aviones en madera que podían ser montados rápidamente, sin acaparar recursos dedicados a otros aviones. El más numeroso de estos aviones fue el Caudron C.714. Los encargos empezaron a llegar a principios de la década de 1940, pero solo aproximadamente 90 fueron construidos antes de la caída de Francia. Aunque con menor rendimiento que un caza convencional fueron usados por los pilotos de la fuerza aérea polaca que servían en Francia.

### Segunda Guerra Mundial
Existía un debate antes y durante la SGM sobre el tamaño óptimo, peso y número de motores en un caza de combate. Durante la guerra los cazas ligeros o de peso medio demostraron ser los más efectivos. Con un diseño apropiado, un empuje importante y un peso reducido podían sobrepasar en rendimiento a los cazas pesados debido a su mayor capacidad de sorpresa y maniobrabilidad. Además eran más eficientes en coste, permitiendo que un mayor número de ellos pudiera desplegarse. Algunos de un solo motor (como el P-51 Mustang y el A6M Zero) podían igualar o vencer a su contrapartida bimotor.

#### Alemania

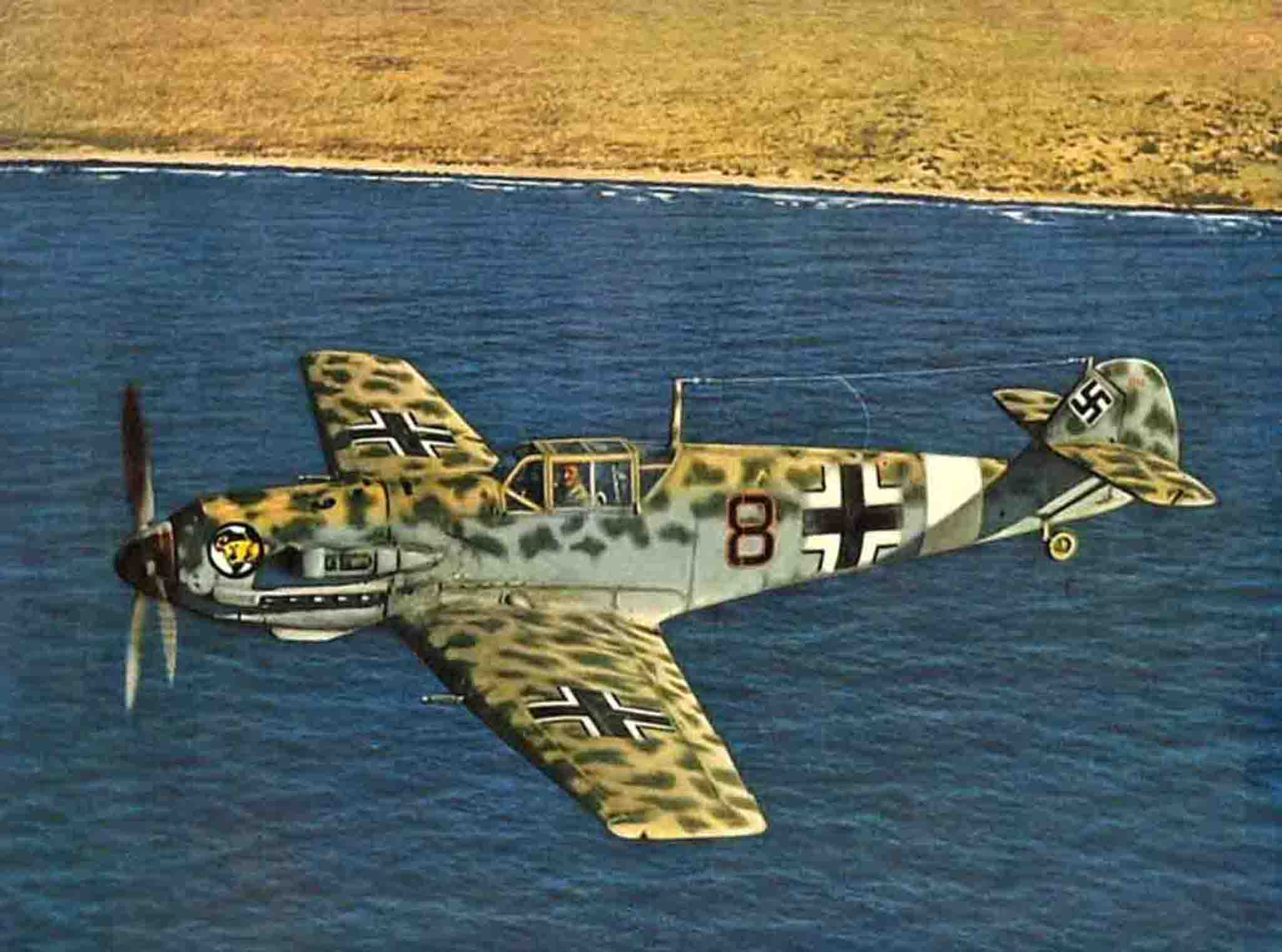
El caza alemán Bf 109 fue el segundo más pequeño de los cazas de la SGM, y producido a mayor escala que ningún caza hasta la fecha.

El alemán Messerschmitt Bf 109 entró en servicio en 1937 y se convirtió en el caza más producido de la historia con cerca de 34.000 unidades construidas. La filosofía de diseño del Bf 109 era para envolver con la cubierta más pequeña posible alrededor del motor más potente, un "principio de construcción" propio de los cazas ligeros, el cual llevó a minimizar el peso y número de partes separadas en la aeronave. Al concentrar el ala, el motor y el tren de aterrizaje en el cortafuegos del avión se podía montar una estructura mucho más sencilla. El Bf 109 era el segundo avión caza más ligero de la SGM y el más ligero en el teatro europeo. La versión "E" utilizada en la batalla de Gran Bretaña tuvo un peso vacío de 2010 kg. El más fuertemente armado y potente "G" se utilizó más tarde en la guerra y tenía un peso vacío de 2700 kg. En comparación, con los cazas convencionales adversarios que pesaban entre 2,100 kg a 5800 kg.

#### Japón

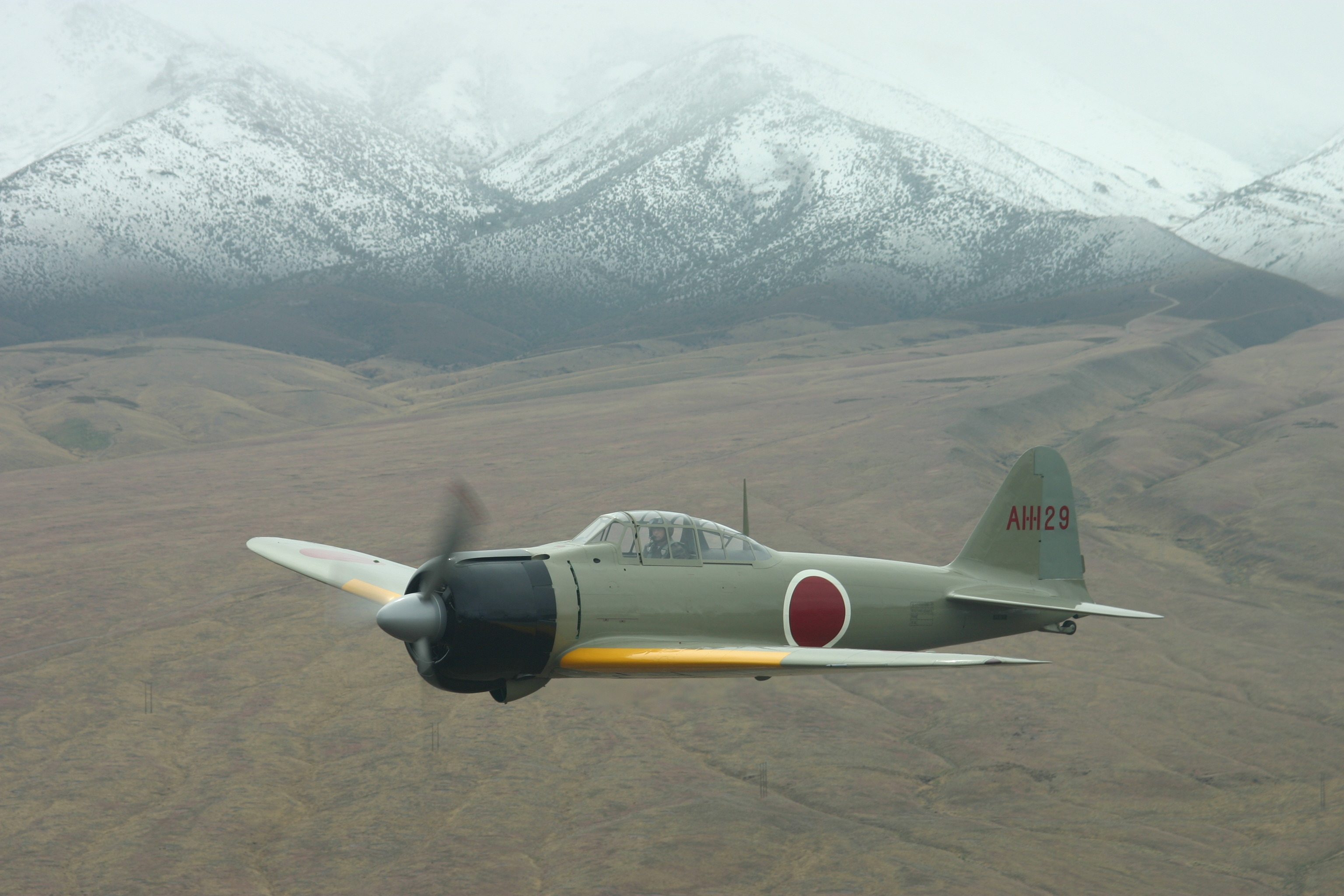
El japonés A6M2 Zero fue el caza ligero más importante de la Segunda Guerra Mundial. Extremadamente maniobrable y con un gran rango, fue muy exitoso en el inicio de la guerra, pero fue sobrepasado en los últimos años de ésta.

El caza ligero más importante durante la Segunda Guerra Mundial fue el caza naval japonés Mitsubishi A6M Zero. Entró en servicio en 1940 y permaneció en uso durante toda la guerra, tenía un peso en vacío de 1,680 kg para la versión A6M2, que era extremadamente ligera, incluso para los estándares de su tiempo. El líder del equipo de diseño, Jiro Horikoshi, tenía la intención de que fuera lo más ligera y ágil que fuera posible, encarnando así las cualidades de una espada samurái. Como la tecnología en motores japoneses era inferior a la occidental, se compensó reduciendo el peso para así aumentar la relación empuje/peso y mejorar la maniobrabilidad Esto se logró a través de distintas técnicas, incluyendo el uso de armas ligeras, y la ausencia de armadura y de autosellado de los tanques de combustible. A principios de la Segunda Guerra Mundial el Zero era considerado el avión operable en portaaviones con mejores capacidades del mundo, y su gran rango significaba que el Zero podría aparecer y atacar en lugares donde no se esperaría que los japoneses pudieran extender su poder. En las primeras operaciones de combate, el Zero ganó una gran reputación como un avión de combate en dogfight, el logrando abatir a una proporción de 12 a 1. Sin embargo, Japón fue incapaz de mantener la mejora de la aeronave a través de la guerra, limitado principalmente por la anticuada tecnología de los motores, y a mediados de 1942 una combinación de nuevas tácticas y la introducción de mejores aviones en el bando aliado hizo que los Zeros se encontraran en las mismas o en peores condiciones para luchar. Por ejemplo, el más grande y más pesado Grumman F6F Hellcat tuvo un rendimiento superior al Cero en todos los aspectos menos en maniobrabilidad. Combinado con los estándares de entrenamiento superiores de la Armada de los Estados Unidos, las unidades equipadas con este tipo de mejoras consiguieron una proporción de victorias importante contra los Zeros y otros cazas japoneses.

#### Reino Unido

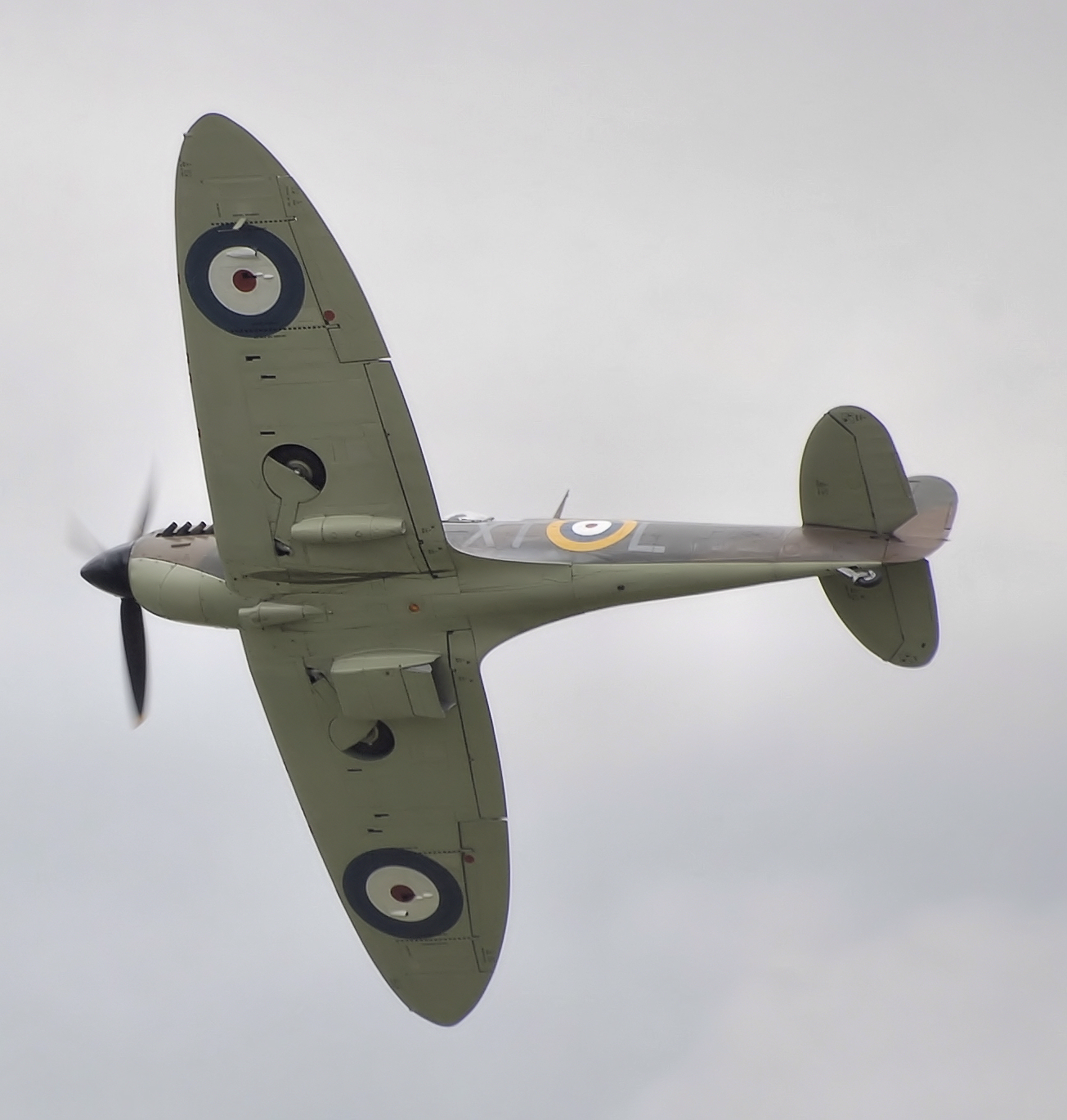
El británico Spitfire era sólo ligeramente más grande que el Bf 109, y fue muy eficaz para la batalla de Inglaterra.

Los británicos entraron en la Segunda Guerra Mundial con dos modernos cazas de un solo motor formando la mayoría de la RAF: El Supermarine Spitfire y el Hawker Hurricane. Inicialmente introducidos como interceptores de bombarderos, ambos comenzaron con 8 ametralladoras pero cambiaron al cañón en el curso de la guerra.
El Spitfire, diseñado por R. J. Mitchell, entró en servicio en 1938 y quedó en producción durante la guerra. El peso en vacío del Spitfire IIA que luchó en la batalla de Inglaterra era de tan solo 2.142 kg, aumentado después hasta los 2.984 kg. Era altamente maniobrable y generalmente ganaba a su contrapartida alemana. La mayoría de los Spitfires tenían un motor Rolls Royce Merlin, pero variantes posteriores usaron uno de los más poderosos motores de la guerra -el Rolls Royce Griffon-. El Spitfire fue producido y mejorado a lo largo de la guerra pero era bastante complejo de construir y tenía un rango limitado. En otros aspectos era un caza sobresaliente.
El Hawker Hurricane jugó un importante papel en la Batalla de Inglaterra, pero su actuación fue inferior al Spitfire y durante la guerra fue retirado del frente y usado como avión de ataque a tierra. La producción de éste cesó a mediados de 1944. El Hurricane IIC pesaba en vacío unos 2.605 kg.

#### Estados Unidos

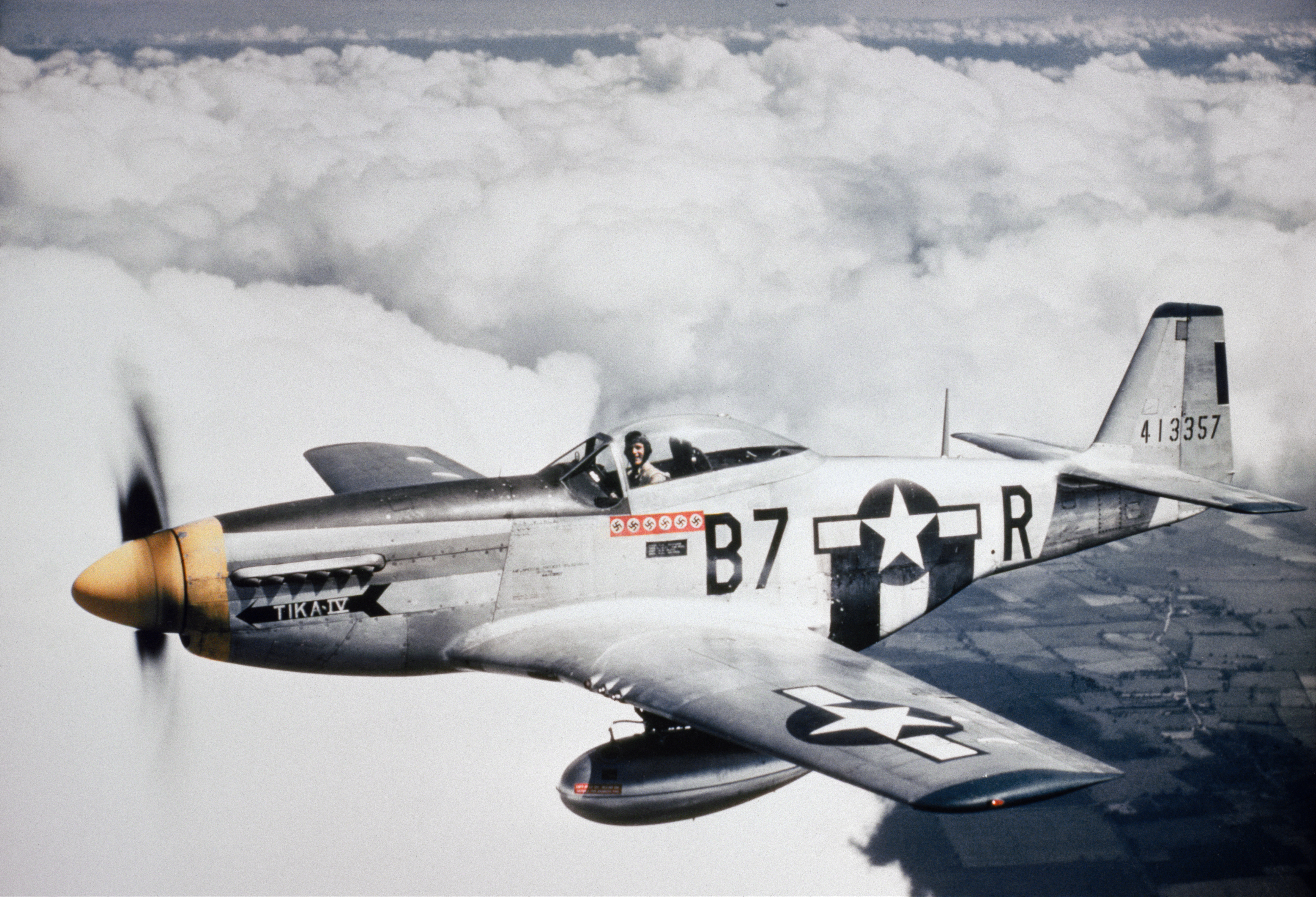
El P-51 es considerado mayoritariamente el mejor caza de pistón de la SGM. Con tanques desmontables, el relativamente ligero P-51 funcionaba muy bien como escolta de bombarderos a gran distancia.

En vísperas de la guerra, el Cuerpo de Aire de Ejército de Estados Unidos contraído para varios "luchador muy" ligero los diseños basaron en el Ranger V-770 motor, un aire-enfriado inverted V12 motor, aquello entregado hasta 700 hp. Dos prototipos eran la Campana XP-77 (peso vacío 2,855 lb (1,295 kg)) y el Douglas XP-48 (peso vacío 2,655 lb (1,204 kg)). Problemas con el motor y rendimiento y una carencia percibida de necesidad vio ambos programas cancelaron. Aun así, eran específicamente definidos como "luchador" ligero "o muy" ligero aeronave.
Los diseñados se dieron cuenta de que el bajo peso del P-51 le daba mucha ventaja, por lo que intentaron bajarle aún más el peso incrementando a la vez la potencia. El P-51H de 1944 tenía un peso en vacío de 2987 kg. Incluso consiguieron una versión aún más ligera con un peso de 2.608 kg, reduciendo el peso de las ametralladoras con 4 unidades de 12,7 mm probadas en abril de 1945. Se planeó producir 1000 unidades pero fueron canceladas, con solo 555 entregadas. La versión J nunca volvió a entrar en producción.
La Armada de Estados Unidos también entendió la ventaja que suponía los cazas ligeros en los combates, así que pidió una versión ligera del Grumman F6F Hellcat, que con 4190 kg tenía una limitada maniobrabilidad y régimen de ascenso. El Grumman F8F Bearcat planeado para reemplazar al Hellcat usaba el mimo motor, pero con un peso en vacío de 3210 kg y un rendimiento excelente. Entró en producción demasiado tarde para participar en la Segunda Guerra Mundial. En la posguerra se equiparon a 24 escuadrones de cazas con este modelo y también parte a los marines. La Armada estadounidense consideró al Bearcat el "caza ligero quintaesencial".

#### URSS
El soviético Yakovlev Yak-3, que entró en servicio en 1944, fue un intento de desarrollar un modelo más pequeño y ligero con una motor Klimov M-107 de potencia de 1600 hp (1200 kW). Como motor existía hasta entonces el Klimov M-105, de potencia 1300 hp, que fue entonces sustituido, resultando el conjunto en un peso vacío de 2100 kg. A pesar de la reducida potencia del caza, podía alcanzar una velocidad máxima de 655 km/h. El Yak-3 pudo plantar batalla a los modelos alemanes Bf 109 y Fw 190. Los pilotos alemanes recibieron la orden de evitar enfrentarse de cerca a los Yak-3.
El soviético Yakovlev Yak-9 era también un caza ligero, inicialmente utilizando el motor M-105. Con un peso en vacío de 2.350 kg, estaba entre los cazas más ligeros de Segunda Guerra Mundial. Un desarrollo del Yakovlev Yak-7, introduzca combate en tardío 1942 y era la Unión Soviética la mayoría de-luchador producido con 16,769 construyó. En altitudes bajas, el Yak-9 era más rápido y más maneuverable que el Bf 109. Aun así, su armamento de un cañón y una ametralladora era relativamente ligero.

### Los primeros cazas a reacción

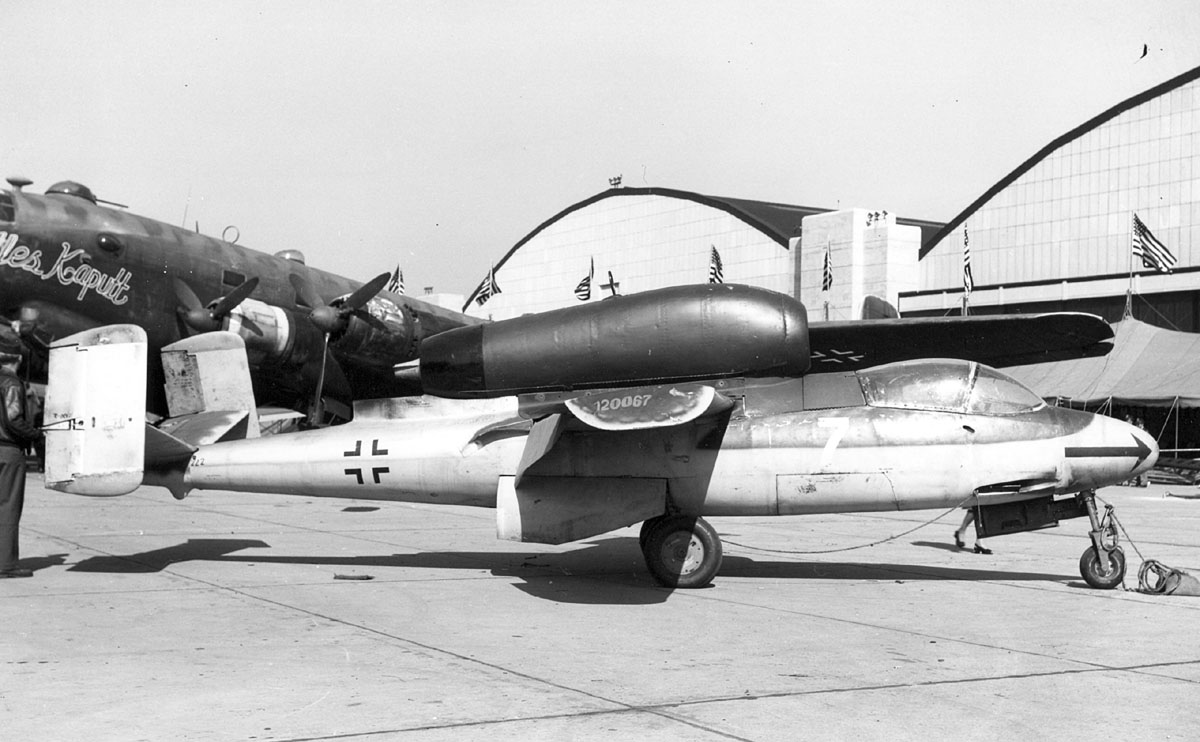
El primer caza ligero en servicio era el alemán Heinkel He 162 de 1945.

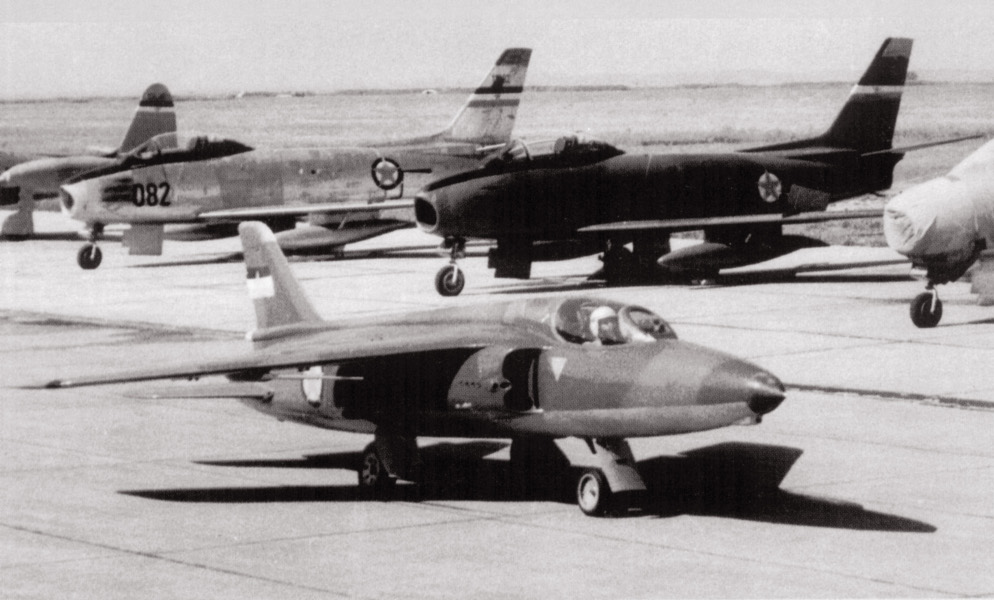
El británico Folland Gnat mostrado junto a otro modelo similar norteamericano F-86 Sabres en el fondo, el cual luchó en varios conflictos.

El modelo de la Luftwaffe He 162 de 1945 fue el primer intento de producir un caza a reacción ligero. Se convirtió en un caza de emergencia en una Alemania Nazi a la defensiva en las últimas etapas de la guerra. Con un peso en vacío de 1660 kg, era muy ligero incluso para la época. El He 162A llevaba un motor BMW 003. Con una velocidad mayor a 790 km/h en un empuje normal a nivel de mar, y 840 km/h a 6000 m, era 130 km/h más rápido que los cazas aliados. Los pilotos que lo probaron informaron que se manejaban bien y que el diseño conceptual estaba bien conseguido, y que los problemas surgidos se debían más a las prisas de la entrega que aun problema serio en el diseño. Nunca entró formalmente en servicio, y ni tan siquiera se intentó que fuera pilotado por oficiales expertos en un plan bien concebido. Tan solo se empleo en unas contadas ocasiones en donde abatió a algunos rivales. Solo se construyeron 320 antes del final de la guerra.
El Mikoyan-Gurevich MiG-15 era una caza a reacción soviético desarrollado poco después de la SGM. Pesaba 3630 kg vacío y fue uno de los primeros cazas a reacción que usaba alas abatibles para el vuelo transónico. Entró en servicio durante la guerra civil china. En combate durante la guerra de Corea, superó a cualquier caza contemporáneo de ala fija. Fueron producidos hasta 18.000 unidades.
El norteamericano F-86 Sable, un caza transónico producido desde 1949 se convirtió en el primer caza de ala abatible. Con un peso en vacío de 5.000 kg era casi un 40% más pesado que el MiG-15, pero bastante ligero en comparación con los cazas actuales. El F-86 tenía cabina de burbuja, un tamaño reducido, coste moderado, alta maniobrabilidad y un armamento de seis ametralladoras de 13 mm. Podía girar más rápido que cualquier caza actual. Considerado (conjuntamente con el MiG 15) uno de los mejores cazas de la guerra de Corea, se convirtió en el caza occidental de mayor producción con un total de 9.860 unidades. Continuó en servicio en numerosas fuerzas aéreas hasta 1994.
El Folland Gnat era un diseño británico para un caza ligero realizado por iniciativa privada y fue producto de las llamadas "teorías de Teddy Petter". Aunque solo lo adoptó Reino Unido como avión entrenador, el Gnat ha servido con éxito como caza para la Fuerza Aérea India y estuvo en servicio desde 1959 a 1979. India produjo un avión derivado de éste, el HAL Ajeet.Con un peso en vacío de 2.177 kg fue el caza más ligero diseñado con éxito, a pesar de tener un alcance más corto comparado con otros cazas. Está acreditado que el Gnat derribó siete F-86 en la guerra de 1965, pero dos Gnat se perdieron a manos de la fuerza aérea pakistaní. Durante la guerra indo-pakistaní de 1971, Gnats indios derribaron varios F-86 sin sufrir bajas. El Gnat también tuvo gran éxito con experimentados pilotos pakistaníes debido a su tamaño menor permitiendo un nivel de sorpresa mayor y mayor agilidad en el dogfight.

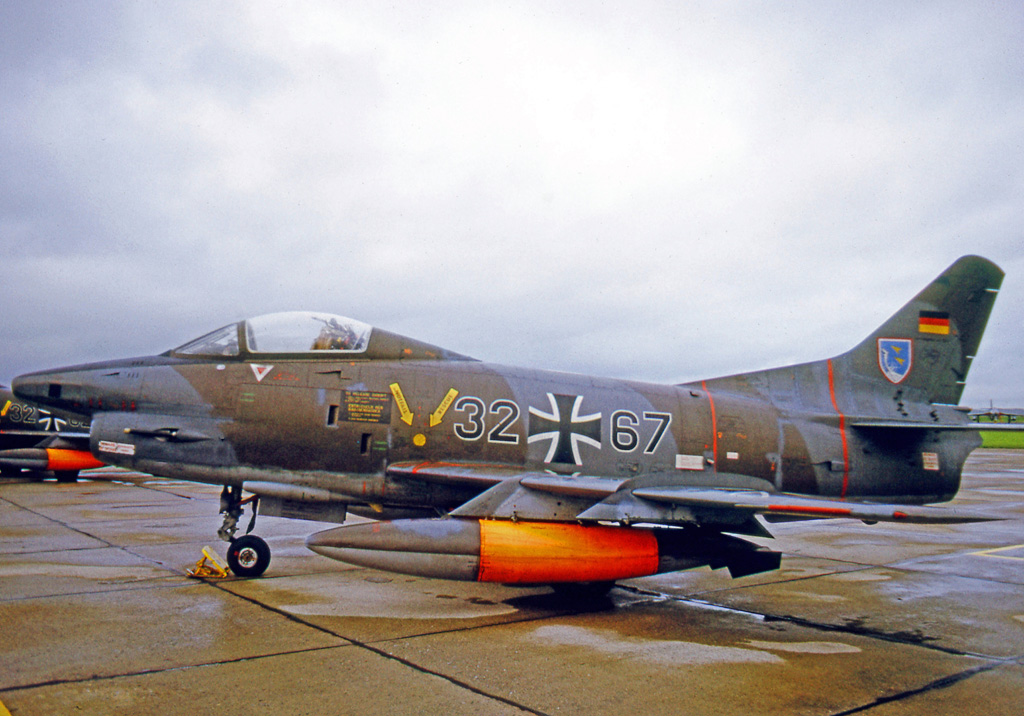
Un avión de la Luftwaffe tipo Fiat G.91

En los primeros años de 1950, el NBMR-1 de la OTAN fue una competición para buscar el futuro "caza ligero de ataque táctico" capaz de equiparse con armamento táctico nuclear. A la competición se presentaron por Francia el SNCASE Baroudeur, el Breguet Taon y el Dassault Etenderd VI, por Italia el Aeritalia G.91 y el Aefer Ariete, e incluso el estadounidense F-5A. Los británicos eligieron continuar con la producción del Hawker Hunter, mientras que los franceses decidieron finalmente trabajar independientemente de la competición. Italia produjo el Fiat G.91 mientras se decidía quien era el ganador, y finalmente en 1957 fue seleccionado como caza estándar de la OTAN. Con un peso en vacío de 3100 kg era muy ligero incluso para ser un caza ligero a reacción. El G.91 entró en servicio en la Fuerza Aérea Italiana en 1961, en la Luftwaffe de la Alemania Occidental en 1962 y más tarde en la Fuerza Aérea Portuguesa. Estuvo en producción por 19 años, cesando en 1977 con 756 unidades producidas.

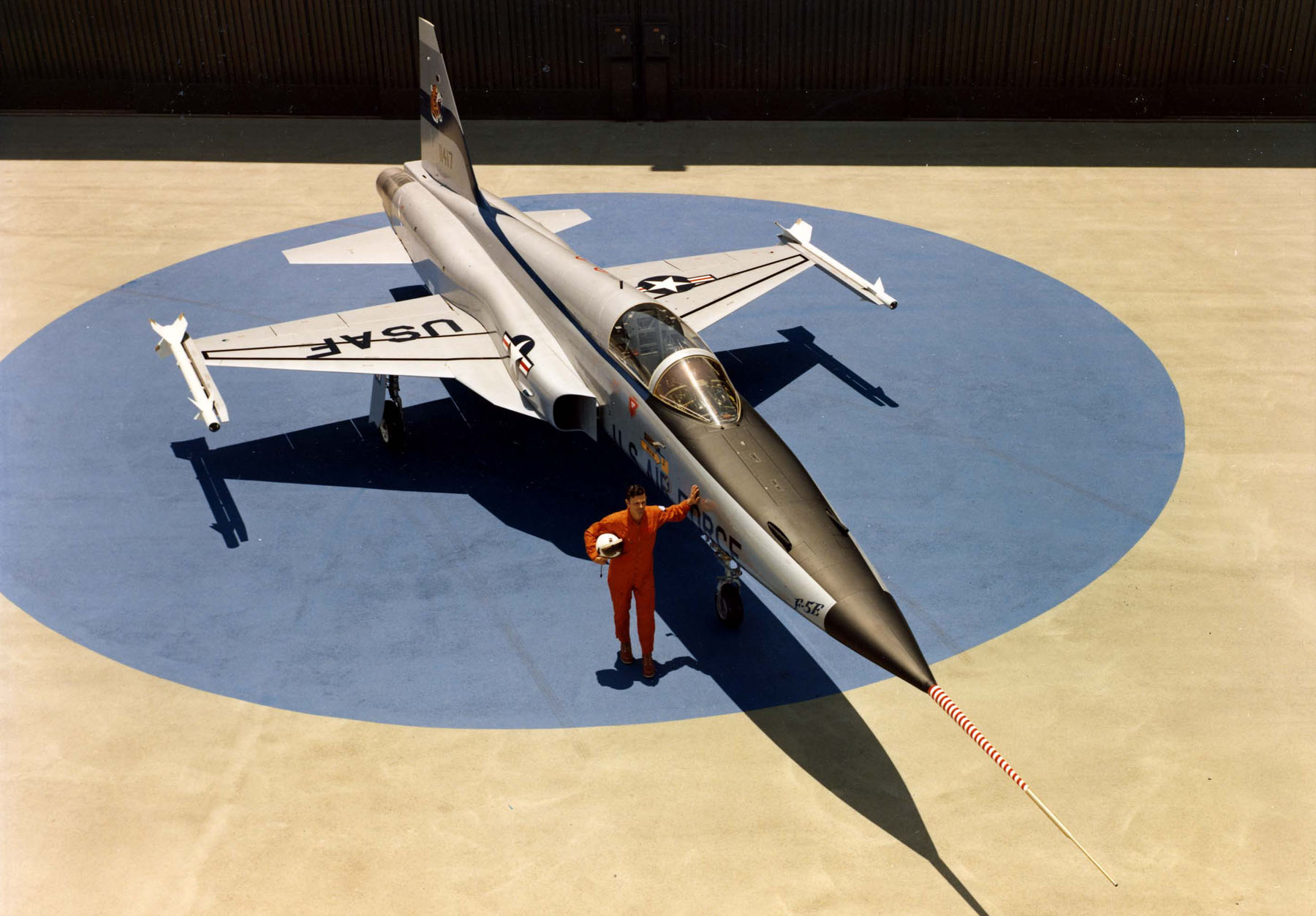
Presentación oficial de la Fuerza de Aire de los Estados Unidos del primer Northrop F-5E Tigre II.

A mediados de los años 1950 se entendió que la escalada de los costes de un caza estaban llegando a límites inaceptables, y algunas compañías entendieron que era mejor invertir la tendencia de producir cazas cada vez más pesados y más caros. Un ejemplo importante de eso fue el Northrop F-5 con un peso de 4335 kg y una velocidad que pasaba de Mach 1.3 a Mach 1.6. Más pequeño, barato y simple que su contemporáneo F-4 Phantom, el F-5 tenía un comportamiento excelente y era muy popular en el mercado de exportación. Fue quizás el caza estadounidense más producido en los años 1960 y en los primeros años de 1970, con un gran ratio de salidas, baja tasa de accidentes, alta maniobrabilidad y un armamento efectivo consistente en un cañón de 20 mm y misiles guiados por calor. Aunque Estados Unidos nunca favoreció que el F-5 se convirtiera en su caza de "línea" o caza principal, mantuvo una fuerza opositora (llamada la OPFOR) que fuera capaz de hacer frente a los ligeros MiG-21. Participó en numerosos despliegues de entrenamiento contra otros aviones y misiles demostrando su efectividad. En las pruebas de 9 meses AIMVAL/ACEVAL en la Base Nellis en 1977, la "Fuerza Roja" de F-5 fue bastante efectiva contra una fuerza considerablemente mayor de F-14 navales y F-15 de un solo piloto, llamada la "Fuerza Azul". Un F-14 o un F-15 es entre cinco a diez veces más caro que un F-5. Finalmente el F-5 se convirtió en un caza con capacidad para plantar cara a cazas modernos. Hasta 1000 unidades del F-5A Libertad fueron vendidos alrededor del mundo, y otros 1400 fueron mejorados a la versión F-5E Tiger II. En 2018 el F-5 permanece en servicio en varias naciones, como Turquía, Corea o Taiwán.
El avión sueco de peso medio Saab 35 Draken fue un caza de segunda a tercera generación capaz de alcanzar Mach 2 producido entre el 1955 y 1974, y en servicio durante 45 años, con un peso en vacío de 6.577 kg a 7.440 kg. Era un modelo de doble delta con motor único. Era capaz de abatir el ala delta hacia dentro para permitir altas velocidades de crucero. El doble delta permitía un vuelo de alta maniobrabilidad. Fue diseñado para ser un caza lo suficientemente barato para países pequeños y simple para ser mantenido por mecánicos propios. Su gran aceleración, su gran carga del ala ligera, y su extrema maniobrabilidad le permitió ser un caza perfecto para el dogfight. Sin embargo tenía un sistema de control de fuego demasiado complejo. Permaneció en servicio hasta 2005.

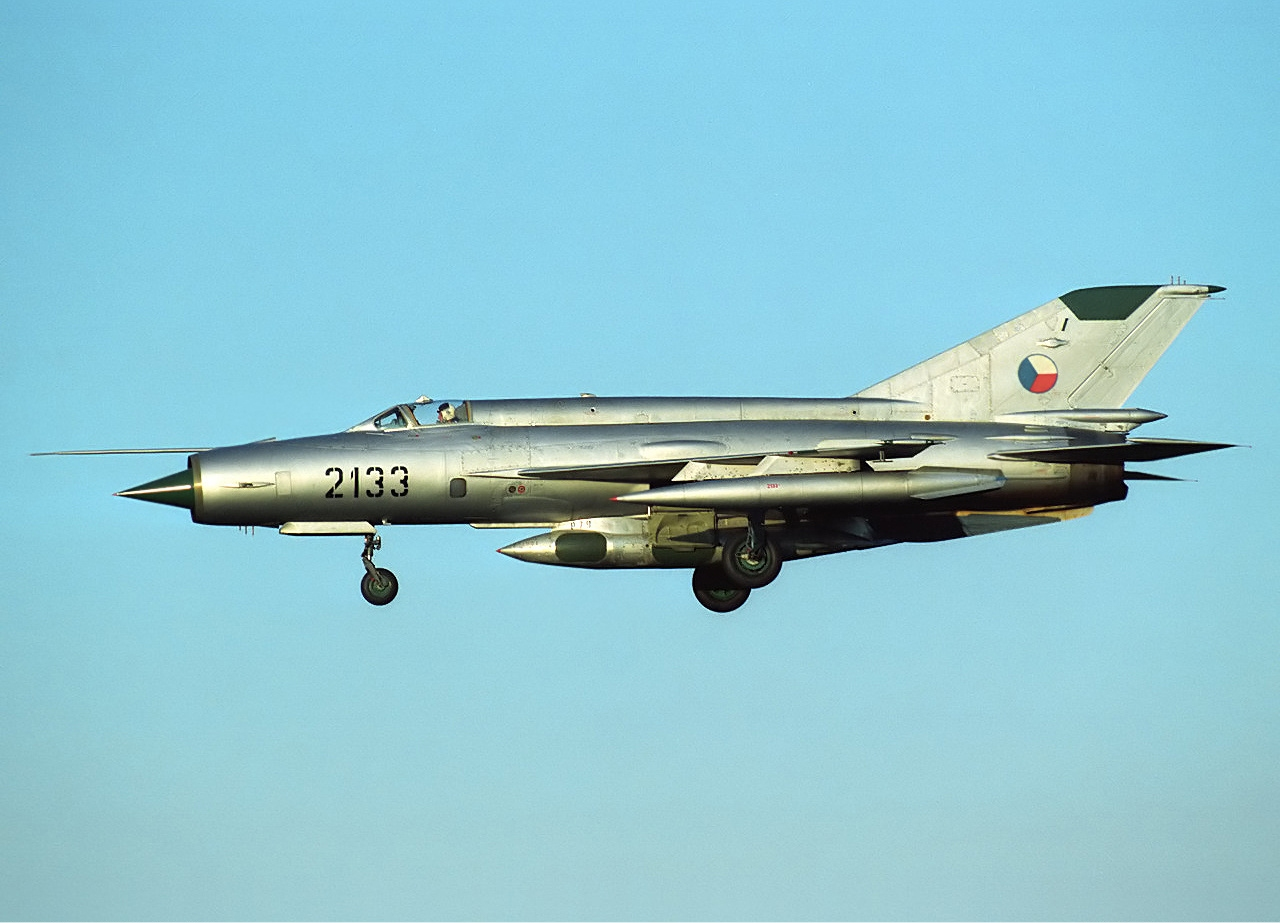
El caza ligero y supersónico MiG-21 demostró ser un oponente peligroso para los cazas más pesados estadounidenses en la guerra de Vietnam.

El francés Dassault Mirage III es otro caza entre la segunda y tercera generación. Proveniente del requerimiento del ejército francés para un caza ligero francés que sirviera en cualquier condición meteorológica, entró en servicio en 1961. Con un peso vacío de 7,076 kg en la versión "E" con capacidades de ataque a tierra añadidas, el Mirage III es un caza ligero para los estándares modernos (aunque era dos veces más pesados que el primer Mirage I. Su maniobrabilidad, moderado coste y armamento consistente en cañones de 30 mm y misiles guiados por calor demostró ser efectiva. Sirvió en la Fuerza Aérea Francesa y fue exportado a varios países. Actuó muy bien para Israel en la guerra de los Seis Días en 1967 y en la guerra de Yom Kipur en 1973. Aun así los Mirage III argentinos fueron sobrepasados por los Sea Harriers británicos durante la guerra de las Malvinas en 1982.
Similar en tamaño al F-5, el ruso Mikoyan-Gurevich MiG-21 entró en servicio en 1959, y fue producido hasta 1985, y todavía es de uso extendido en la actualidad. Era un avión tardío de la segunda generación o primero de la tercera, velocidad hasta Mach 2 y un peso en vacío de 4535 kg sirviendo en fuerzas aéreas de hasta 60 países. Derribó entre 37 a 104 Phantoms estadounidense, en la guerra de Vietnam, mientras que los Phantoms derribaron entre 54 a 66 MiG-21. En diciembre de 1966 los pilotos de MiG-21 de la división 921 derribaron 14 F-105 sin sufrir pérdidas. Sus debilidades incluían una pobre visibilidad y un alcance relativamente corto, pero sus capacidades demostraron ser tan efectivas como cualquier caza de su época.

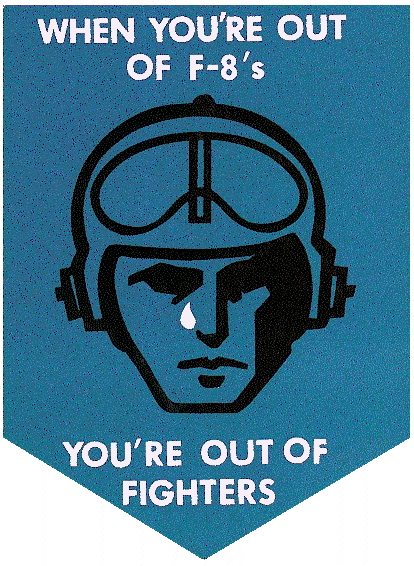
Insignia de los pilotos de los F-8 "Cuando te quedas sin F-8's, te quedas sin cazas"

Los Vought F-8 Crusadersader de EE. UU. utilizados en Vietnam pesaban 8000 kg, bastante más ligeros que los F-4 que llegaban a los 13.750 kg. Tenían un único motor supersónico, cañones y misiles guiados por calor, permaneciendo en servicio desde 1957 hasta 1976. No llevaba radar excepto un radar de distancia emplazado junto al cañón. El ejército estadounidense confirmó que derribó hasta seis aviones enemigos, por cada Crusader perdido, comparados con los 2.4 derribos por Phantom perdido. Los tres F-8 derribados en combate aéreo fueron por cañones del MiG-17.
Las primeras décadas de los cazas a reacción repitieron la historia de los primeros cazas de hélice durante la Segunda Guerra Mundial. Cuando los cazas ligeros empezaron a ganar complejidad tecnológica y una buena relación potencia/peso, y empezaron a volar con pilotos profesionales, empezaron a dominar los cielos usando un mejor factor sorpresa, manobriabilidad y mejor relación de costes que los cazas pesados. Sin embargo, una diferencia significativa emergió en el diseño de la era de los aviones a reacción. En la SGM el diseño estaba fuertemente influenciado por la búsqueda de mayores velocidades que era la capacidad más valiosa en combate para acercarse al enemigo o escapar. Esta tendencia se siguió instintivamente en los diseños de varios aviones cazas de tercera generación (F-4 alcanzando Mach 2.23) y también en la cuarta (F-14 a Mach 2.35 y F-15 a Mach 2.5+). Los requerimientos aerodinámicos para operar a tales velocidades añaden considerable complejidad, peso y coste a la cubierta de la nave. Velocidades superiores a Mach 2 no tienen utilidad en combate. Las velocidades en combate nunca exceden Mach 1.7 y raramente 1.2, por dos razones. Primero, requiere un uso extensivo de los post-quemadores, que incremente el consumo de combustible en cuatro a cinco veces, reduciendo drásticamente el alcance del avión. Segundo, las velocidades altas obligan a radios de vuelo muy amplios (para una velocidad de Mach 0.7 hasta Mach 1 el radio de giro ya es problemático para luchar en un dogfight) que suponen un problema para el combate real. La velocidad alcanzó su límite en combate práctico y además supuso penalizaciones en el diseño aerodinámico y coste que ahora no están dispuestas a aceptarse, o por lo menos se estudian.

### Cazas ligeros a reacción actuales

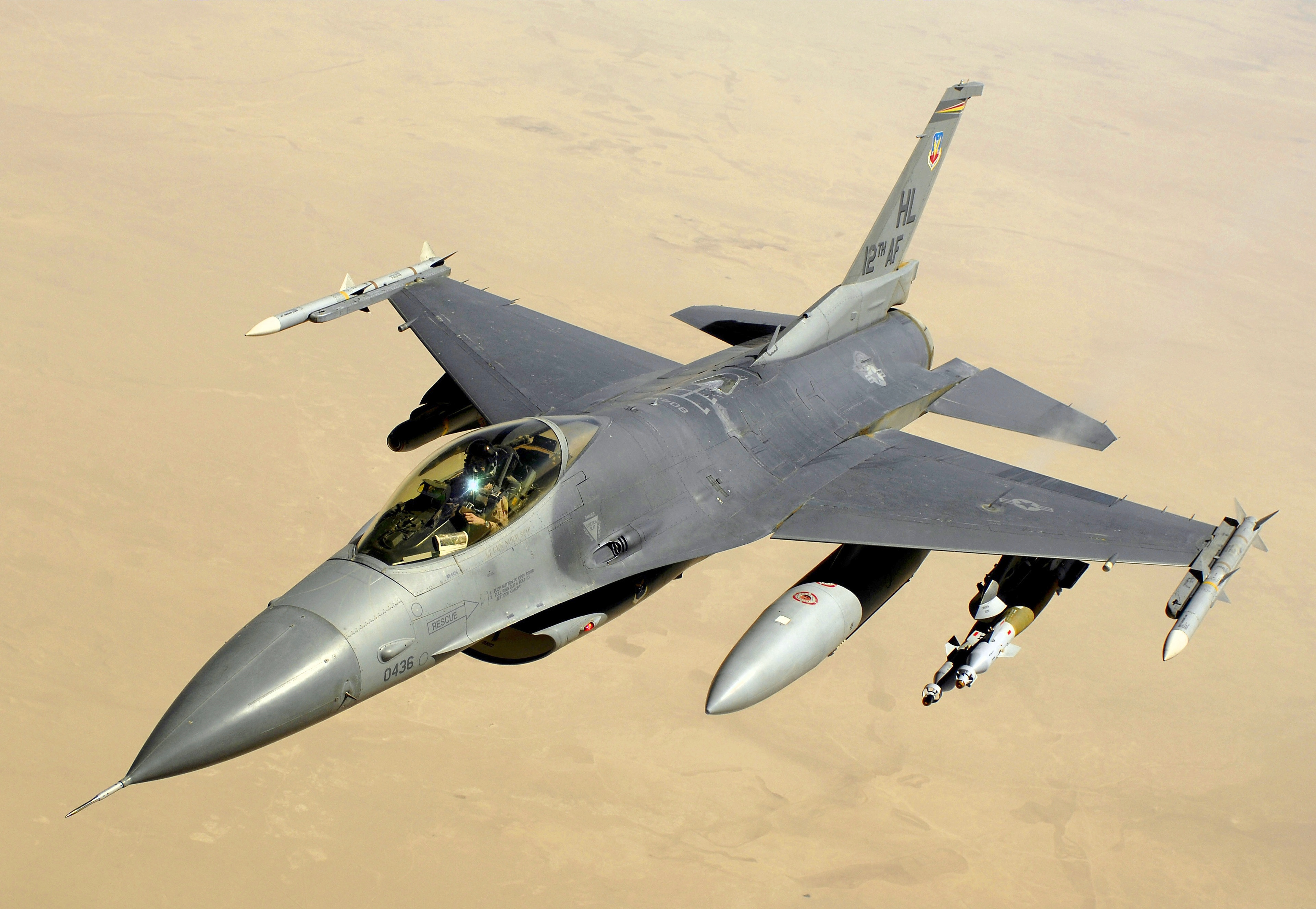
El General Dynamics/Lockheed F-16 es el arquetipo de un caza ligero moderno y avanzado tecnológicamente. Opera en varias naciones y se han construido un total de 4570 unidades.

En los años 1960 y 1970, un grupo de presión dentro del propio ejército de Estados Unidos llamado "Fighter Mafia" (del inglés mafia de los cazas) dirigida por los coroneles John Boyd, Everest "Rich" Riccione y el analista Pierre Sprey establecieron unas consignas que debían seguir la producción de cuarta generación de cazas ligeros. A pesar de las grandes pérdidas sufridas por los cazas pesados durante la guerra de Vietnam, muchos mandos (sobre todo mayores) se oponían al concepto de caza ligero. Después de muchos debates, General Dynamics diseñó el exitoso F-16. Su competidor, el Northrop YF-17, se convirtió en el también exitoso McDonnel Douglas F/A-18 Hornet como alternativa barata al F-14. El F-16 ofrecía un rendimiento excelente aire-aire durante el combate debido al sistema de control fly-by-wire, lo cual mejoró la agilidad. Cuando no iba cargado por armas de ataque a tierra pesadas el caza gozaba del mayor rango que tenía un caza americano por aquel tiempo. El F-16 y  el F/A-18 fueron más tarde añadiendo peso para convertirse en cazas multipropósito con capacidades de ataque a tierra, llevándolos a ser cazas de peso mediano entre el rango de cazas modernos.
La contrapartida soviético al F-16 y al F/A-18, el Mikoyan MiG-29, era originalmente parte del Perspektivnyy Lyogkiy Frontovoy Istrebitel (LPFI, o "Programa de Caza Ligero avanzado").

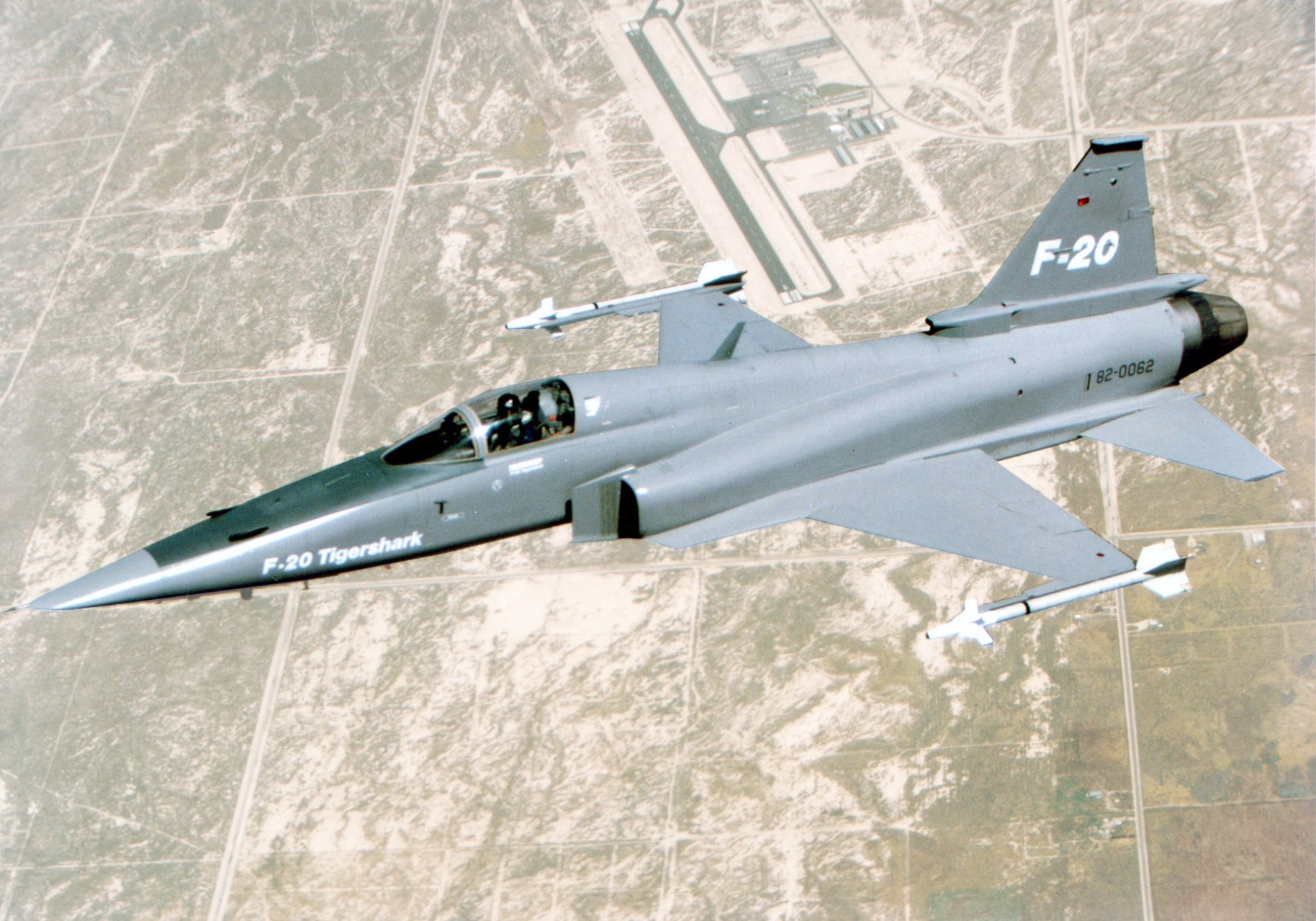
El Northrop F-20 Tigershark era una actualización del F-5 que pretendió llevarse el mercado de exportación, pero perdió contra el F-16 y nunca entró en producción.

El los años 1980 se desarrolló de forma privada el F-5G, que luego fue renombrado como Northrop F-20 Tigershark, con el objetivo de corregir las debilidades en el envejecimiento del F-5 mientras se mantenía el bajo tamaño y coste. Su peso vacío era de 6.000 kg. El General Electric F404 producía un 60% más potencia que el F-5, tenía un mayor régimen de ascensión, mejor visibilidad del cockpit y un radar más moderno. Cuck Yeager, piloto de pruebas y primer hombre en batir la barrera del sonido, se refería al F-20 como el "mejor caza" de mediados de los años 1980. A pesar de su rendimiento alto y su coste efectivo, el F-20 salió perdiendo en las ventas al extranjero contra su competidor F-16, aun siendo este último más caro.  salido perdiendo para ventas extranjeras contra el de modo parecido capaces, más caros F-16, el cual era procurado en números grandes por la Fuerza de Aire de los EE. UU. y estuvo visto cuando habiendo soporte más grande.[cita requerida] El Tigershark era canceló habiendo hecho ninguna venta.

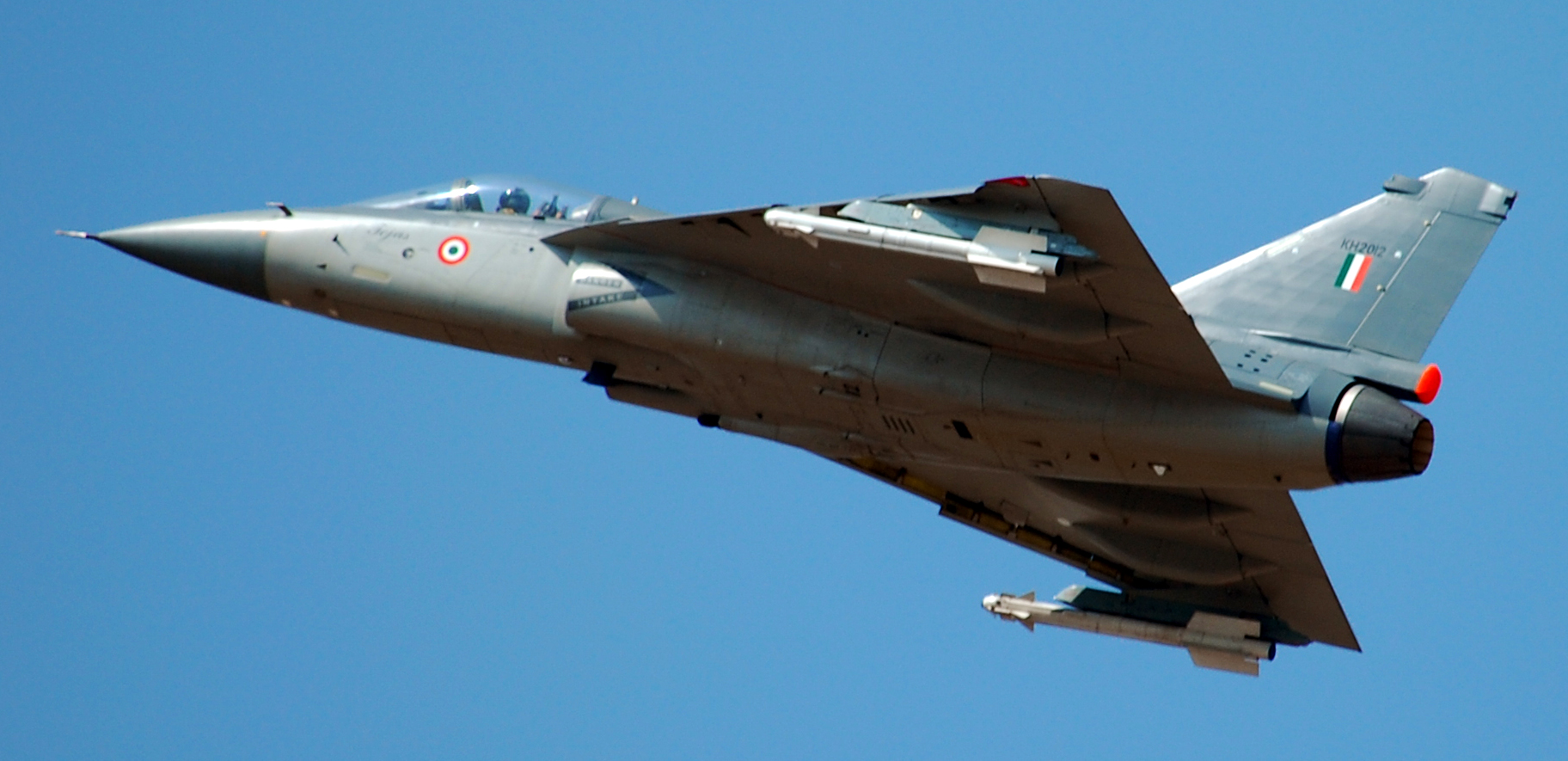
HAL Tejas, avión caza desarrollado por India

El HAL Tejas tiene un peso en vacío de 6500 kg, y es el segundo-caza más ligero detrás del JAS 39 Gripenentre los que se producen actualmente. Entró en servicio en 2014 como el caza de menor coste con una capacidad de combate aire-aire competitiva en producción en aquel momento, con un coste por unidad de 27 millones de dólares. Varios cientos de unidades van a entrar en servicio en la Fuerza Aérea India y en la Armada India. En 2016 se habían pedido 123 unidades, con unas tasas de producción de 18 unidades por año. El diseño es similar al JAS 39 Gripen, sin cola y con diseño en ala delta con un motor único y capacidad de ataque a tierra. Va armado con un cañón de 23 mm, misiles de búsqueda de calor mejorados por búsqueda electro-óptica y misiles guiados por radar. El HAL Tejas Mark 3 es una versión mejorada que aumenta su capacidad furtiva.
El francés Dassault Mirage 2000 fue diseñado por la Fuerza de Aire francesa (Armée de l'Aire) a finales de la década de 1970, como caza de un solo motor ligero. Basado en el Mirage III, entró en servicio en 1982, y desde entonces ha evolucionado a caza multipropósito, con un peso en vacío de 7400 kg. Han sido construidos más de 600 unidades y han servido en fuerzas aéreas de 9 naciones.

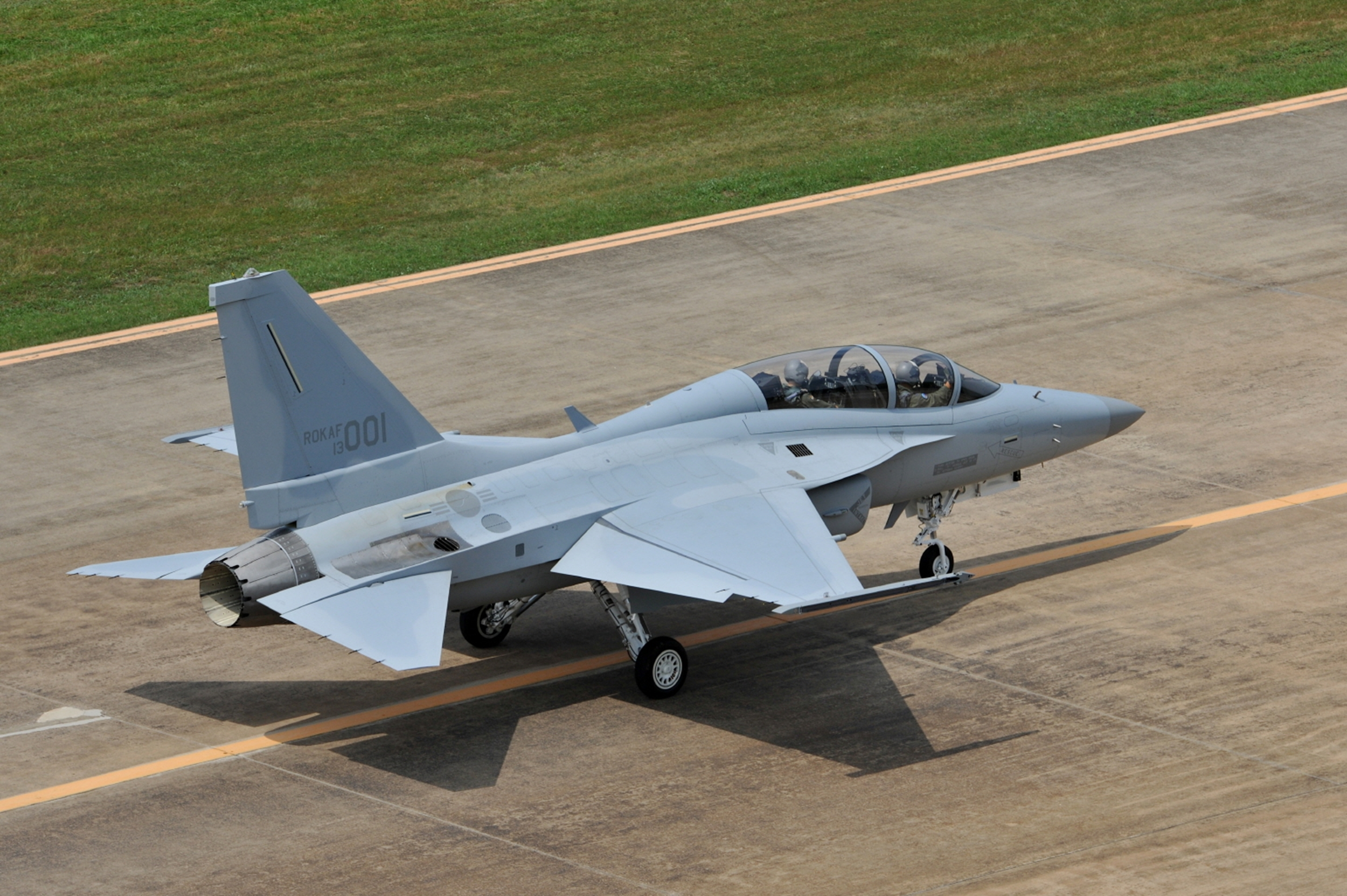
KAI FA-50, diseñado conjuntamente entre empresas estadounidenses y surcoreanas.

KAI T-50 Golden Eagle de Corea del Sur fue diseñado por Lockheed Martin en colaboración por Corea Industrias Aeroespaciales, está basado en el F-16. Su variante más tardía, el FA-50, está designado como entrenador y caza ligero. Utiliza la misma cubierta que el entrenador T-50 introducido en agosto del 2002. Está ahora desplegado en la Fuerza Aérea Surcoreana y la Fuerza Aérea Filipina.

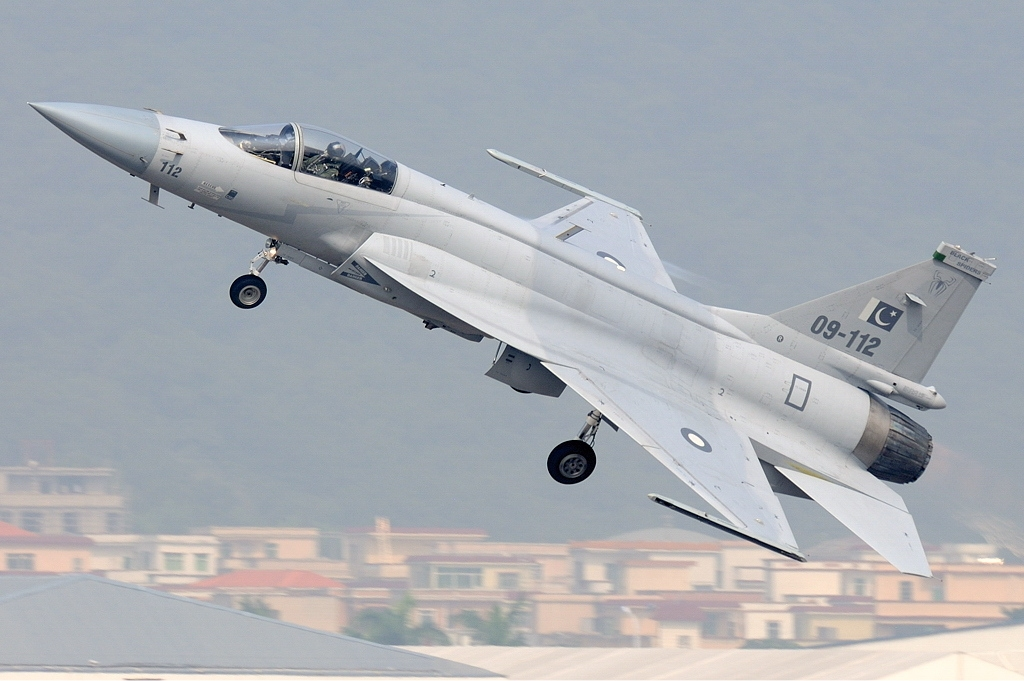
CAC/PAC JF-17 Thunder

El CAC/PAC JF-17 Thunder fue un caza ligero diseñoado por la empresa china Chengdu Aircraft Corporation a principios de los años 2000. En la producción y diseño se ha unido Pakistán en febrero de 2010 y como resultado ha recibido hasta 66 unidades. Más unidades han sido previstas en 2018.

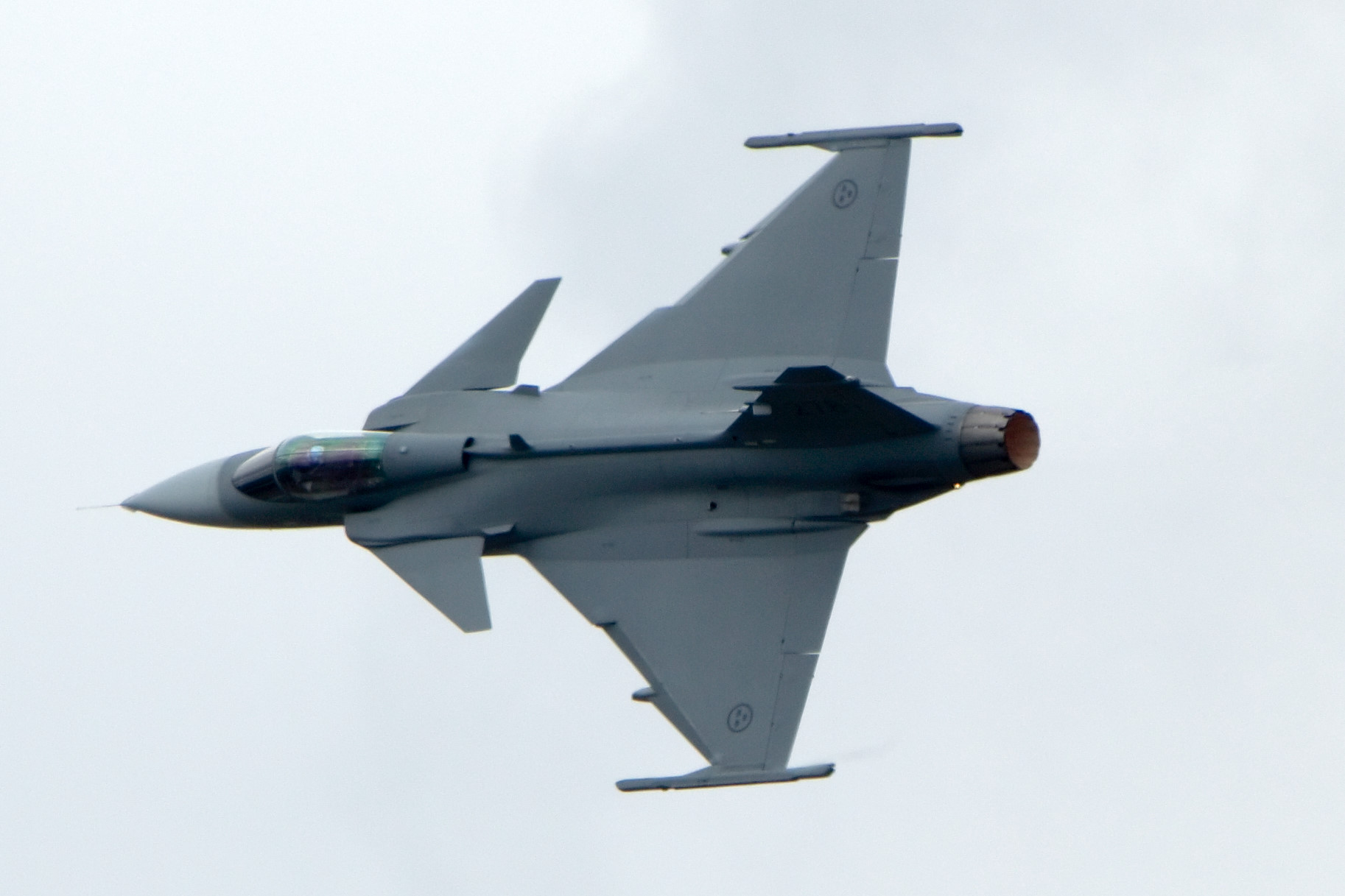
El versátil Gripen es el caza más ligero que se produce en la actualidad, y entre sus características avanzadas destacan la aerodinámica en delta y canard.

El JAS 39 Gripen es un caza ligero de motor único fabricado por la empresa sueca Saab. Con un peso en vacío de 5.700 kg en su versión más ligera en producción en 2016. Aunque se diseñó como caza de superioridad aérea, el modelo está preparado para el ataque efectivo a tierra también. Sus alas en forma de delta ofrecen capacidades de alto-crucero y super-crucero (vuelo por encima de Mach 1 sin necesidad de post-quemadores), baja carga del ala y alta maniobrabilidad. Puede operar en pistas cortas de hasta 800 m y puede ser reparado por mecánicos bien entrenados con un gran ratio de horas de vuelo. Entre los cazas de cuarta generación el Gripen es el de menor coste horario (4.700 dólares por hora en 2012). El siguiente mejor sería el F-16 con 7.000 dólares por hora. El Gripen tiene una relajada estabilidad en el vuelo por fly-by-wire, permitiéndole máxima agilidad, una velocidad máxima de Mach 2, cañón de 27 mm y puede desplegar misiles guiados por calor o por radar.

## Futuro de los cazas ligeros

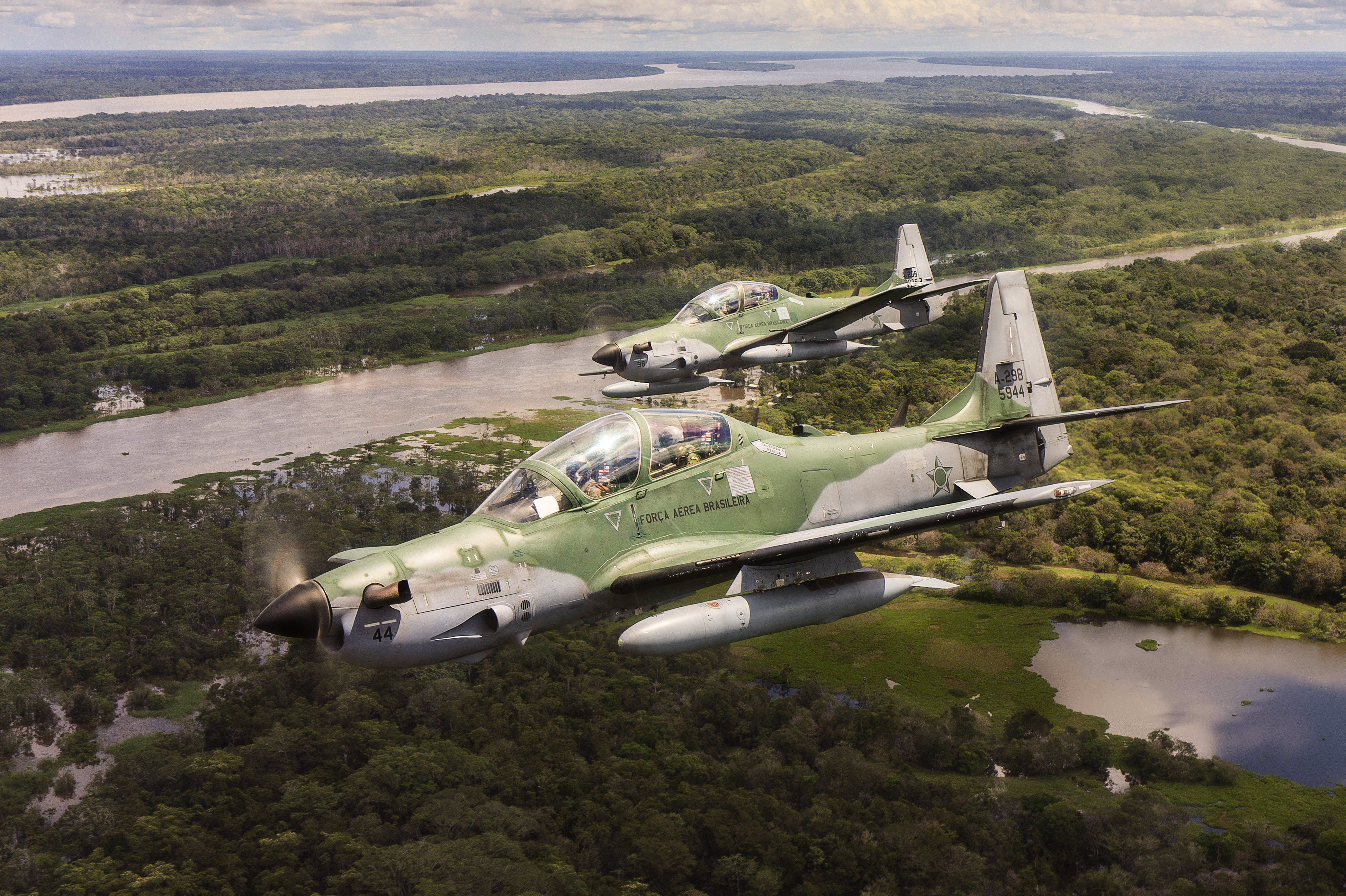
El A 29 Tucano, un caza ligero de hélice de producción brasileña, desplegado desde 1999 es un ejemplo de modelo eficiente que ha sido incorporado a varias fuerzas aéreas, incluida la de Estados Unidos para luchar contra la insurgencia.

Si los cazas ligeros son los mejor posicionados en función de su peso, coste y la curva de complejidad es todavía un tema polémico. La tecnología furtiva (diseño aerodinámico y de los motores para reducir de forma importante la huella en el radar y los rastros de calor) busca enfatizar en la habilidad más importante en la efectividad de un caza, el elemento sorpresa. Aunque lo cierto es que esta tecnología solo ha sido aplicada a cazas pesados y más caros, específicamente el F-22 Raptor y el F-35 Lightning II. Estos cazas no son solo furtivos, sino que además tienen una importante ventaja de información y capacidad de observación debido a que van equipados con el radar de barrido electrónico (AESA), y además están conectados con la base y con la red de radares y de información de la fuerza aérea, lo que permite conocer la posición enemiga y de las fuerzas amigas. Esta combinación de casi invisibilidad, percepción en batalla superior, interconexión de datos y misiles más allá del rango fiables permite aplicar el procedimiento OODAy destruir cazas enemigos antes que sus pilotos sean apenas conscientes de la amenaza.
Aun así, debido a las leyes de Lanchester, tal superioridad con base en una unidad no siempre se traduce en una victoria. Por ejemplo, a finales de la Segunda Guerra Mundial el caza alemán Messerschmitt Me 262 era un avión muy superior a los cazas aliados, pilotado por alemanes abatieron a numerosos cazas aliados, pero su reducido número frente a la gran cantidad de aviones aliados llevó a los cazas alemanes a una gran derrota, y no fueron capaces de revertir la guerra aérea sobre Alemania. Esto podría ser un antecedente de como sería un combate entre un número reducido de cazas furtivos y una fuerza numerosa de cazas ligeros o de peso medio pero bien diseñados y completamente operativos. Más allá de todo eso en 2017 Estados Unidos se lanzó a buscar un nuevo caza ligero en espacios aéreos donde ya existiera un dominio total del espacio aéreo. En ese contexto se han diseñado aviones con turbohélices, en el afán de reducir costes, ya que supone hasta la mitad del coste de vuelo de un avión a reacción.
Los vehículos no tripulados de combate representan el futuro cercano en el desarrollo de estos aviones, dirigidos por los mismos principios tácticos y de reducción de coste que los cazas ligeros. Si su software les llega a permitir igualar o superar al mejor de los pilotos humanos, estos los haría los aviones cazas más efectivos. Las ventajas de los cazas no tripulados incluirían no solo costes y números, además el software no requiere años de entrenamiento, siempre estará en el pico de su efectividad para cada avión (a diferencia de los pilotos humanos donde el 5% de los pilotos han conseguido históricamente más de 50% de todos los objetivos abatidos), no están limitados física o psicológicamente (la IA no siente la fuerza G) y no perderían la vida en caso de destrucción del avión. De todos estos factores la capacidad de una inteligencia artificial rápida que actúe en combate, calibrada al milisegundo como un "as" de la aviación esto supondría una ventaja de otra magnitud. Aún queda una resistencia cultural a reemplazar un piloto humano y también preocupa que la decisión de matar a una persona recaiga en un robot, las ventajas militares son tan amplias de todas formas que es cuestión de tiempo que se implementen todas esas ventajas, a pesar de los tratados en contra.

### Citas
1. ↑  Stuart, 1978, p. 7.
2. ↑  Rogoway, Tyler (3 de febrero de 2015). «How To Win In A Dogfight: Stories From A Pilot Who Flew F-16s And MiGs». Consultado el 27 de junio de 2016.
3. ↑  «F-16 TEAMS DOMINATE USAF AIR-TO-AIR COMPETITION». PR Newswire. 25 de octubre de 1994. Archivado desde el original el 13 de agosto de 2016. Consultado el 27 de junio de 2016.
4. ↑  Sprey, pp.143–145 and pp.47–49.
5. ↑  Hammond, pp. 97–100.
6. ↑  Sprey, pp. 63–65.
7. ↑  Hammond, pp. 98–100 and pp. 107–109.
8. ↑  Lee, pp. 30–35
9. ↑  Hammond, 2001, p. 100.
10. ↑  Gunston and Spick, 1983, p.187.
11. ↑  James Stevenson, "The Pentagon Paradox", Naval Institute Press, 1993, p.33.
12. ↑  Sprey, 1982, pp 88–89.
13. ↑  Higby, LtCol Patrick (March 2005), Promise and Reality: Beyond Visual Range (BVR) Air-To-Air Combat, Air War College, Maxwell Air Force Base, p. 5, archivado desde el original el 20 de octubre de 2017, consultado el 27 de mayo de 2018.
14. ↑  Snyder, Harry, et al., “Air-To-Air Target Acquisition: Factors and Means of Improvement”, Virginia Polytechnic University, July 1979, prepared for USAF School of Aerospace Medicine, p.15 (p.18 as read on Adobe), http://oai.dtic.mil/oai/oai?verb=getRecord&metadataPrefix=html&identifier=ADA087848 Archivado el 7 de octubre de 2016 en Wayback Machine.
15. ↑  Stevenson, pp.22–36.
16. ↑  Schallhorn et al., "Visual Search in Air Combat", Naval Aerospace Medical Research Laboratory and Naval Fighter Weapons School (TopGun), Oct. 1991, p.6, http://oai.dtic.mil/oai/oai?verb=getRecord&metadataPrefix=html&identifier=ADA241347 Archivado el 7 de octubre de 2016 en Wayback Machine.
17. ↑  Sprey, 1982, p.60.
18. ↑  Sprey, p. 93.
19. ↑  Sprey p. 149.
20. ↑  Stevenson, p.130.
21. ↑  Stevenson, 1993, p.35.
22. ↑  Higby, LtCol Patrick (30 de marzo de 2005), Promise and Reality: Beyond Visual Range (BVR) Air-To-Air Combat (pdf), Air War College, Maxwell Air Force Base, p. 11, archivado desde el original el 20 de octubre de 2017, consultado el 27 de mayo de 2018.
23. ↑  Huenecke, p.31.
24. ↑  Sprey, p.17.
25. ↑  See http://nation.time.com/2013/04/02/costly-flight-hours/ for hourly operating cost of USAF aircraft as reported by the USAF.
26. ↑  Stevenson, pp. 43–47.
27. ↑  Sprey, p.49,52, pp.67-75.
28. ↑  Hammond, p.36.
29. 1 2  Spick, 1995, p.46.
30. ↑  Gunston and Spick, 1983, pp. 190-191.
31. ↑  Stevenson, p.28.
32. ↑  Burton, Kindle locations 333-370.
33. ↑  Spick, 1995, p.47-48.
34. ↑  Burton, Kindle locations 468-481.
35. ↑  Sprey, pp.98-107, p.109, 131, pp.147-149.
36. ↑  Sprey, pp.150-151.
37. ↑  Sprey, p.156.
38. ↑  Sprey, 1982, pp. 48–54.
39. ↑  Hammond, p. 36
40. ↑  Stevenson, pp 33–49.
41. ↑  Huenecke, p. 26.
42. ↑  Huenecke, p.26.
43. ↑  Hammond, p. 36.
44. ↑  Stevenson, p. 47.
45. ↑  Sprey, p. 52.
46. ↑  Stevenson, 1993, pp. 120–121, pp. 126–128.
47. ↑  Spick, Mike, “Designed for the Kill”, 1995, p.32.
48. ↑  Sprey, 1982, p.149.
49. ↑  Lockheed Forth Worth Company (press release) http://www.thefreelibrary.com/F-16+TEAMS+DOMINATE+USAF+AIR-TO-AIR+COMPETITION-a015848749 Archivado el 13 de agosto de 2016 en Wayback Machine., accessed June 27, 2016.
50. ↑  Brian Manes, Major, USAF, MS Thesis “Extending USAF F-16 Force Structure”, Air Command and Staff College, 2001, p.17, downloadable from http://www.globalsecurity.org/military/library/report/2001/01-079.pdf
51. ↑  Green, William; Swanborough, Gordon (1994). The Complete Book of Fighters. Godalming, UK: Salamander Books. p. 439. ISBN 1-85833-777-1.
52. ↑  Stevenson, 1993, pp.62–72.
53. ↑  Wagner, 1990, pp. 2–23.
54. ↑  Sprey, 1982, pp. 159–160.
55. ↑  Galland, "The First and the Last", p. 43 and p. 190.
56. ↑  Andersen, Clarence, "To Fly and Fight: Memoirs of a Triple Ace", p. 112, iBooks and Simon & Schuester, 1990, ISBN 0-7434-7972-6.
57. ↑  "The Best Fighter Planes of World War II". Retrieved July 1, 2016.
58. ↑  Cross and Scarborough 1976, pp. 56–66.
59. ↑  Cross, 1962, "The Fighter Aircraft Pocket Book", p.93.
60. ↑  Mikesh, Robert. "Zero: Combat and Development History of Japan's Legendary Mitsubishi A6M Zero Fighter". MBI Publishing Company, 1994, p.15.
61. ↑  Mikesh, 1994, pp. 17–21.
62. ↑  Mikesh, 1994, p. 19.
63. ↑  Hawks, Chuck. "The Best Fighter Planes of World War II". chuckhawks.com. Retrieved June 30, 2016.
64. ↑  Thompson with Smith 2008, p. 231.
65. ↑  Mersky, Peter B. (Cmdr. USNR), Time of the Aces: Marine Pilots in the Solomons, 1942–1944, Marines in World War II Commemorative Series, History and Museums Division, US Marines, pp. 7-10., consultado el 18 de enero de 2007.
66. ↑  Young, Edward M. (2014). F6F Hellcat Vs A6M Zero-sen : Pacific Theater 1943–44. Oxford: Osprey Publishing. pp. 71-73. ISBN 9781782008132.
67. ↑  Wagner, 1990, pp. 139–146.
68. ↑  Wagner, 1990, p. 145.
69. ↑  Stevenson, 1993, p.70 specifically and pp.68–72 in general.
70. ↑  Stevenson, 1993, p.70.
71. ↑  Christopher, John. The Race for Hitler's X-Planes (The Mill, Gloucestershire: History Press, 2013), p.145.
72. ↑  Sprey, 1982, p.104.
73. ↑  Winchester 2006, p. 184.
74. ↑  "Thoughts on the Gnat" Flight 3 April 1953
75. ↑  Rakshak, Bharat. "Indian Air Force Combat Kills, Indo Pakistan War 1965." Archivado el 5 de noviembre de 2006 en Wayback Machine. History. Retrieved 4 November 2010.
76. ↑  Sprey, 1982, p.137.
77. ↑  Chuck Yeager and Leo Janos, Yeager: An Autobiography, p. 311, Bantam Books, 1985, ISBN 9780553050936.
78. ↑  Sprey, 1982, p. 137.
79. ↑  Angelucci Matricardi 1980, p. 272.
80. ↑  Wagner, p. 195. Chapter 9 of this book is devoted to the F-5.
81. ↑  Sprey, pp. 143, 145
82. ↑  Stevenson, James, "The Pentagon Paradox", Naval Institute Press, 1993, p. 41.
83. ↑  Sprey, p. 147.
84. ↑  Stevens, James Hay (22 de abril de 1960), «Mirage», Flight: 558-562.
85. ↑  Sprey, pp. 134-135 and p.143.
86. ↑  Dildy, Douglas C.; Calcaterra, Pablo (2017). Sea Harrier FRS 1 Vs Mirage III/Dagger: South Atlantic 1982. Oxford: Osprey Publishing. pp. 72-74. ISBN 9781472818898.
87. ↑  "MiG-21 Against the Phantom", «Copia archivada». Archivado desde el original el 29 de noviembre de 2014. Consultado el 14 de noviembre de 2014.
88. ↑  «Vietnamese Aces – MiG-17 and MiG-21 pilots». Acepilots.com. Consultado el 9 de agosto de 2013.
89. ↑  Stevenson, 1993, p.89.
90. ↑  Hammond, 2001, p.78.
91. ↑  Stuart, 1978, pp. 65–79.
92. ↑  Military Turbojet/Turbofan Specifications Archivado el 2 de octubre de 2011 en Wayback Machine. jet-engine.net
93. ↑  Coram, 2002, pp.260–261.
94. ↑  Gordon p8-9-9
95. ↑  Yeager, Chuck and Leo Janos. Yeager, Bantam Books, 1985, pp. 248–249.
96. ↑  Hammond, 2001, p. 99.
97. ↑  Aeronautical Development Agency http://www.tejas.gov.in/ Archivado el 27 de noviembre de 2015 en Wayback Machine., retrieved Sept. 20, 2014.
98. ↑  https://www.flightglobal.com/news/articles/new-delhi-signs-off-on-83-tejas-fighters-431301/%7CFGFG%7CFGFDN-2016-1116-GLOBnews&sfid=70120000000taAm
99. ↑  Goebel, Greg. "The Dassault Mirage 2000 & 4000". Airvectors.net, 1 January 2015.  Archivado el 28 de abril de 2015 en Wayback Machine.
100. ↑  «Domestic Light Attack Jets Due in 2013». Koreatimes.co.kr. 30 de diciembre de 2008. Consultado el 9 de febrero de 2015.
101. ↑  «Korean Aerospace Industries T-50 Golden Eagle». Aeroflight.co.uk. Consultado el 9 de febrero de 2015.
102. ↑  John Pike (3 de julio de 1997). «KTX-2 Indigenous Trainer». Globalsecurity.org. Consultado el 9 de febrero de 2015. |autor= y |apellido= redundantes (ayuda)
103. ↑  «South Korea orders KAI F/A-50 light attack fighter prototypes». Flight Global. 7 de enero de 2009. Consultado el 9 de febrero de 2015.
104. ↑  «Air Force to deploy 20 TA-50 light attack aircraft by next year». Yonhap News. 2 de junio de 2011. Consultado el 9 de febrero de 2015.
105. ↑  «Chengdu puts back Super-7 flight tests». 29 de julio de 2003.
106. ↑  «Associated Press Of Pakistan – First Squadron of JF-17 Thunder inducted in PAF». App.com.pk. Archivado desde el original el 22 de diciembre de 2015. Consultado el 9 de febrero de 2015.
107. ↑  Saurabh Joshi (4 de julio de 2012). «Gripen operational cost lowest of all western fighters: Jane’s». stratpost.com. StratPost. Consultado el 22 de septiembre de 2014. |autor= y |apellido= redundantes (ayuda)
108. ↑  Rogoway, Tyler (29 de junio de 2015). «The F-35 Can't Beat The Plane It's Replacing In A Dogfight: Report». Consultado el 7 de julio de 2016.
109. ↑  Cohen, Zachary (16 de julio de 2015). «The F-35: Is it worth the cost?». CNN. Consultado el 7 de julio de 2016.
110. ↑  «Minimally Effective, Extremely Expensive». US News. 18 de agosto de 2015. Archivado desde el original el 16 de agosto de 2016. Consultado el 7 de julio de 2016.
111. ↑  Spick, 2000, p. 116.
112. ↑  Sprey, 1982, p. 23-25.
113. ↑  The Rand Corporation, "Air Combat, Past, Present, and Future", 2009, available at https://www.defenseindustrydaily.com/files/2008_RAND_Pacific_View_Air_Combat_Briefing.pdf Archivado el 4 de abril de 2023 en Wayback Machine.
114. ↑  Zahumenszky, Carlos. «Vuelven las hélices: uno de estos prototipos será el nuevo avión de ataque ligero de la fuerza aérea estadounidense». Gizmodo en Español. Consultado el 2 de junio de 2018.
115. ↑  https://medium.com/war-is-boring/the-navys-new-drone-will-be-able-to-fight-other-planes-64b87d155545
116. ↑  http://www.flightglobal.com/blogs/the-dewline/2013/07/is-this-the-lightweight-fighte/
117. ↑  Sprey, 1982, p.42.
118. ↑  Singer, 2009, Kindle locations 1287–1330.
119. ↑  Singer, 2009, Kindle locations 4912–4932.
120. ↑  "Can We Trust Robots?" and "Do We Want Robot Warriors to Decide Who Lives or Dies?", Institute of Electrical and Electronic Engineers, IEEE Spectrum, May, 2016.
121. ↑  Singer, 2009, Kindle locations 7922–7929.